# Derkovits Gyula
Derkovits Gyula (Szombathely, 1894. április 13. – Budapest, 1934. június 18.) posztumusz Kossuth-díjas magyar festő és grafikus.
Sajátosan egyéni művészetet alakított ki a modern nyugat-európai stílusirányzatok (főleg az expresszionizmus, a kubizmus és a konstruktivizmus) mentén.
Alig másfél évtizedet felölelő munkássága a korai elégikus neoklasszicista festményektől, az expresszív műveken és szatirikus társadalomkritikus képeken át a portréábrázolásig terjed.

## Élete

### Ifjúsága

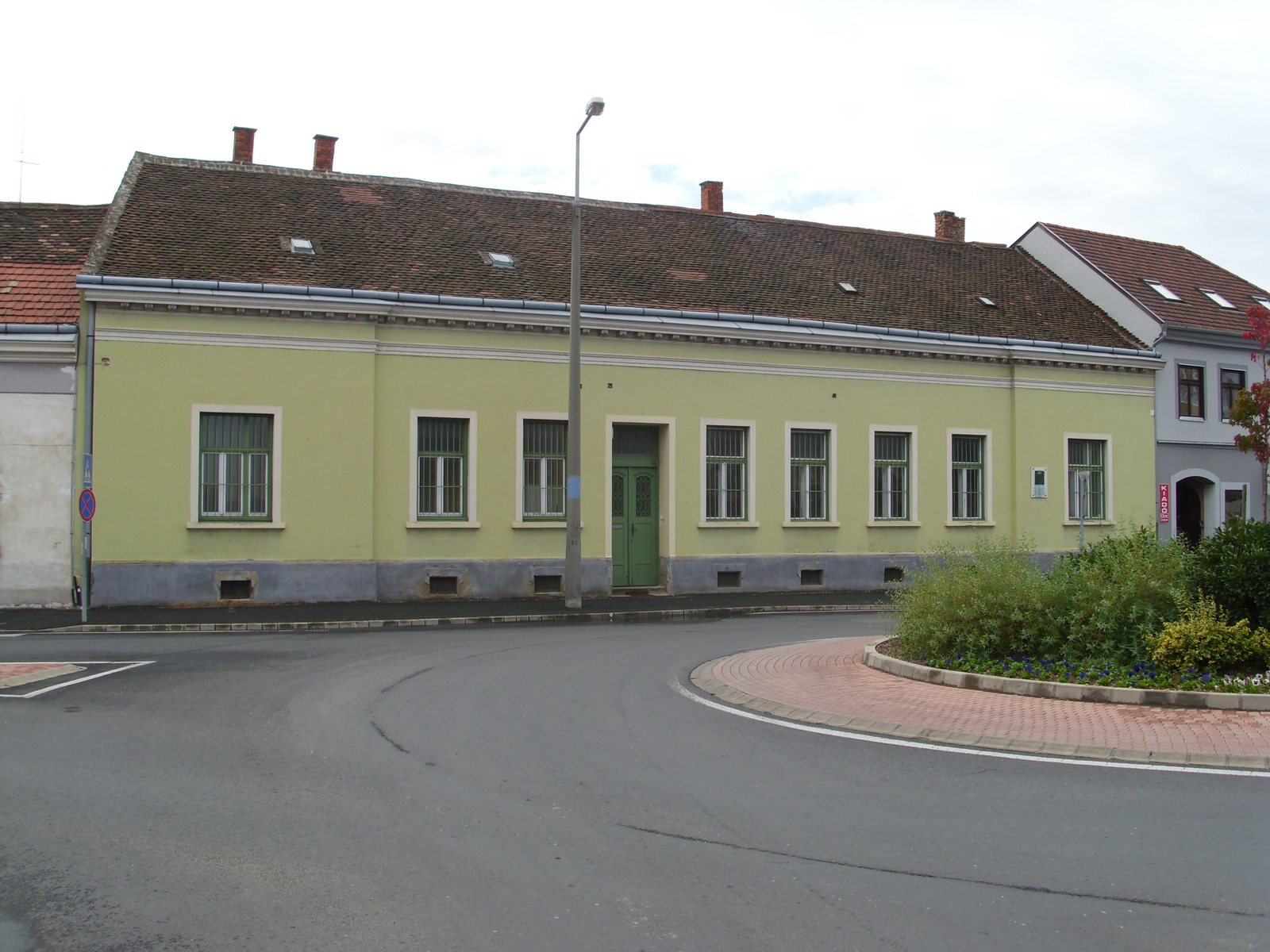
Szülőháza 2011-ben (ma műtárgyraktár)

Sokgyermekes családban nőtt fel. Édesapja asztalosmester volt és fiának is ezt a sorsot szánta. Korán elkezdett rajzolni, azonban édesapja nem nézte jó szemmel fia művészi próbálkozásait. 16 évesen édesapja hivatalos szerződéssel maga mellé vette inasnak, hogy aztán három év múltán már mint segéd dolgozhasson a családi műhelyben. A sok hiányzás miatt  elemi iskolában csak a harmadik osztályig jutott. Ifjúságának megrázó élménye édesanyjának korai halála volt. Az egyre szegényedő családban, anya nélkül a rajzolásban és festésben talált örömöt.
Este, oh az este ha rá teregette kék homályát a szemekre, és megenyhültek a forró nyárnapi műhely kínjaink, és akkor próbálgattam szárnyaimat mint a bagoly... vagy vasárnap akkor az egész nap az enyém volt, rajzolhattam faraghattam akár estig, ez volt az örömöm.
Az első világháború kitörésekor önként jelentkezett katonának. Néhány hetes kiképzést követően a Kárpátokban folyó harcokba küldték, ahol kisebb sebesüléssel kórházba került, majd 1915 tavaszán ismét a frontra vezényelték. (Lelkiállapotát híven tükrözi, hogy ekkoriban felskiccelt egy elesett katonát ábrázoló rajzot, amelyet a következő felirattal küldött haza: Emlék, talán úgyis az utolsó rajzom.)  
Bal könyökén és alsó karján nehéz, roncsolt sebet kap. (…) Mire a szanitécek rátalálnak, tüdeje áthűl a nagy hidegben. Először vidékre, majd Bécsbe kerül, kórházba. Bal karját amputálni akarják. Nem engedi. Úgy érzi, még szüksége lesz rá, palettát tart majd vele. (…) Bal karja a gondos ápolás mellett is béna marad.
Mivel a tuberkulózis miatt katonai szolgálatra alkalmatlanná vált, leszerelték.

### Képzőművészeti tanulmányok

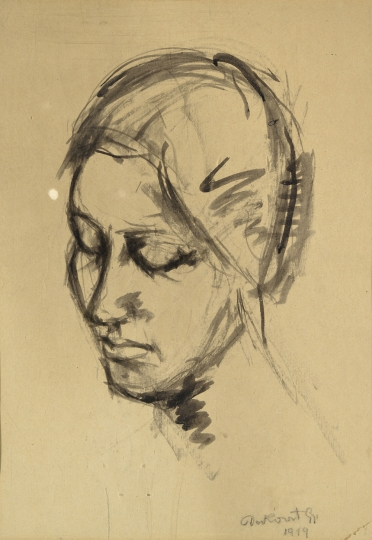
Női fej, 1919, tus papíron. Magángyűjtemény

1916-ban visszatért Magyarországra és felköltözött Budapestre. Élete gyökeresen megváltozott. Hadirokkantként, némi segélyből és asztalosmunkából tartotta fenn magát.  
Baloldali elkötelezettségű ember volt, a korabeli magyar valóságot: a nyomort, a kitaszítottságot, a gazdagok és a szegények közötti kibékíthetetlen ellentétet a saját bőrén tapasztalta meg. 1918-ban belépett a kommunista pártba, folyamatosan kapcsolatot tartott a bécsi emigránsokkal. Kezdetben bátyjánál, Ernőnél lakott. Megélhetését az állam 1919-ig évi 120 koronával támogatta. 
Lelki sérülései ellenére új életcélt talált magának. 1917 januárjától a kor legmodernebb szemléletű magántanodájában, a Haris közi Képzőművészeti szabadiskolában tanul, olyan tanárok keze alatt, mint Kernstok Károly, Rippl-Rónai József, Vedres Márk, Vágó József, Bölöni György, Elek Artúr, Márkus László. Abban az évben a Lónyay utcai Iparrajziskolában esti aktrajzolásra járt, majd Podolini-Volkmann Artúr Lehel téri és Teplánszky Sándor Akácfa utcai szabadiskolájában képezte magát. Ugyancsak 1917-ben a Ma szerkesztőségében kiállították rajzait. 
Időről időre kiújuló tüdőbaja hátráltatta a munkában. Ugyanakkor életében kedvező fordulat állt be: megismerkedett későbbi feleségével, Dombai Viktóriával, aki eredetileg tésztagyári munkásnőként dolgozott, majd, miután elbocsátották, mint modell kereste meg kenyerét. 
A Tanácsköztársaság átalakította az oktatási rendszert. Derkovits lehetőséget kapott, hogy a Kernstok Károly által vezetett nyergesújfalui művésztelepen tanulhasson. Ez az alig másfél hónap művészi fejlődésére, világnézetére óriási hatással volt. A tanácshatalom augusztus eleji bukása után Dombai Viktóriával együtt egy éjszakai vonattal visszautazott Budapestre.

### Megrendelésekből tengődve

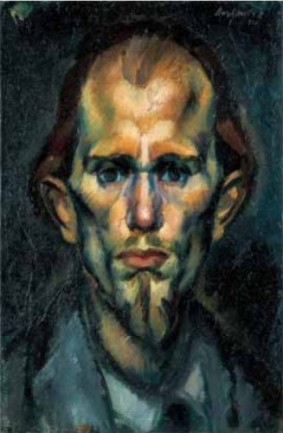
Szakállas önarckép (1922)

Miután visszatért Budapestre,  Kernstok Károly sietett segítségére. Egy viszonylag jövedelmező megrendeléshez juttatta hozzá, ennek folytán készítette el a Pandämonium c. litográfiasorozatát. (Derkovits ezekben az erotikus litográfiákban se tagadta meg önmagát. Átüt rajtuk az expresszionizmus elementáris ereje, emellett a testek „kimozdításának” rá olyannyira jellemző művészi eszközével is élt.)
Egyik megrendelést kapta a másik után. Füst Milán Advent, Arany János Toldi és Moly Tamás Karnevál című könyvéhez készített illusztrációkat. 1921 végétől kezdve már lapoknak is dolgozott. A Magyar Írás, a korszak egyik legnagyobb művészeti folyóirata sorra közölte linómetszeteit és festményeinek reprodukcióit.
1920 telén Kmetty János műtermébe járt aktrajzolásra. Ő ismertette meg a rézkarc-technikával. 1920-ban két képet (Papagájos ember, Dögevők) kiállított a Nemzeti Szalonban. 1921 végén Szobotka Imre közel két hónapra átengedte Déry utcai műtermét, mely hatalmas lendületet adott Derkovits munkakedvének. 1922 elejére megszülettek az első valóban jelentős művek. E nagyméretű olajképek elkészültét követően, néhány kisebb csoportos tárlat után 1922. november 19-én megnyílt első gyűjteményes kiállítása a Belvedere galériában, ami erkölcsi és anyagi tekintetben is komoly sikert hozott.

### Bécsi emigráció
Habár a kiállítás ismertté tette a nevét a műértők között, a mindennapi megélhetés nem lett könnyebb a fiatal házaspárnak. 1923. június 2-án Derkovits Gyula feleségével hajóval Bécsbe utazott. Kint a Pestről hozott pénz hamar elfogyott és alig egy hónap múltán tartalékaik kifogytak. Hoselitz Ernő textilgyáros azonban segítségükre sietett és közel két évig szerény megélhetést biztosított nekik. Rendszeresen látogatta a múzeumokat, kedvenc helye a Kunsthistorisches Museum volt.
Ottani tartózkodása alatt egyre gyakrabban fordult a sokszorosított grafika műfajához, itt készítette el az Evezősök, a Kártyázók és a Halottsiratás c. lapokat, mely utóbbi a Magyar Rézkarcoló Művészek Egyesülete révén a clevelandi seregszemlén is részt vett.
Minden bizonnyal két testvérének halála fordította figyelmét a halál művészi ábrázolására. Az egész bécsi időszak legmegrendítőbb alkotása a Halottsiratás című festmény, mely Somogyi Béla szociáldemokrata újságíró 1920-ban történt meggyilkolásának traumáját dolgozza fel. A halál mellett a menekülés, a sorsszerű elbukás, továbbá az üldözöttség témája ragadta meg alkotói képzeletét, s ehhez a tematikának a megfelelő kifejtése érdekében a német expresszionizmus eszköztárához nyúlt. Természetesen nem szolgai módon követte a mintákat, egyéni látásmódja átszínezte az ihletőforrásokat.

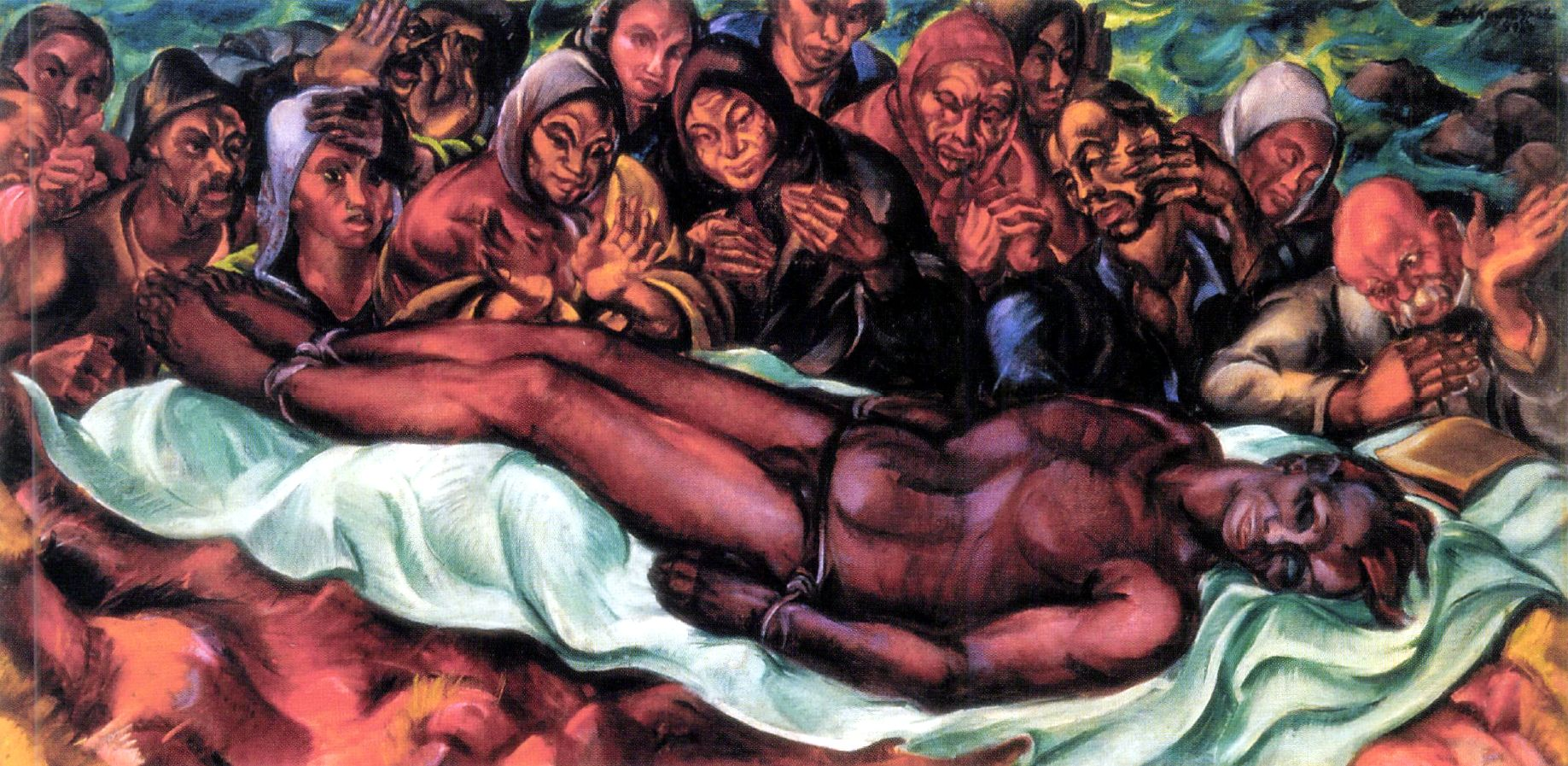
Halottsiratás. 1924, olaj vásznon. Magyar Nemzeti Galéria, Budapest

1925. február 25-én a Weihburg Galériában gyűjteményes kiállítása is egyértelműen sikerrel zárult, és több képe is gazdára talált. A fokozódó infláció és munkanélküliség miatt ez sem volt elég a mindennapi biztos megélhetéshez, így abban a reményben, hogy Budapesten is vásárlókat találhat új képeire, oda vitte őket. 
1925. május 2-án az Andrássy út 17. szám alatti Mentor könyvkereskedés kultúrszobájában nyílt tárlat eladásaiból befolyt összeg, valamint a Bécsben élő magyar szobrász Ferenczy Béni támogatása is sokat jelentett.
1925 augusztusában Hoselitztől érkező anyagi támogatása abbamaradt. Később a magyar politikai rendőrség tisztogató akciójának rémhíre és kilátástalan helyzetük miatt télen feleségével úgy határoztak, visszatérnek Budapestre.

### Hazai sikerek

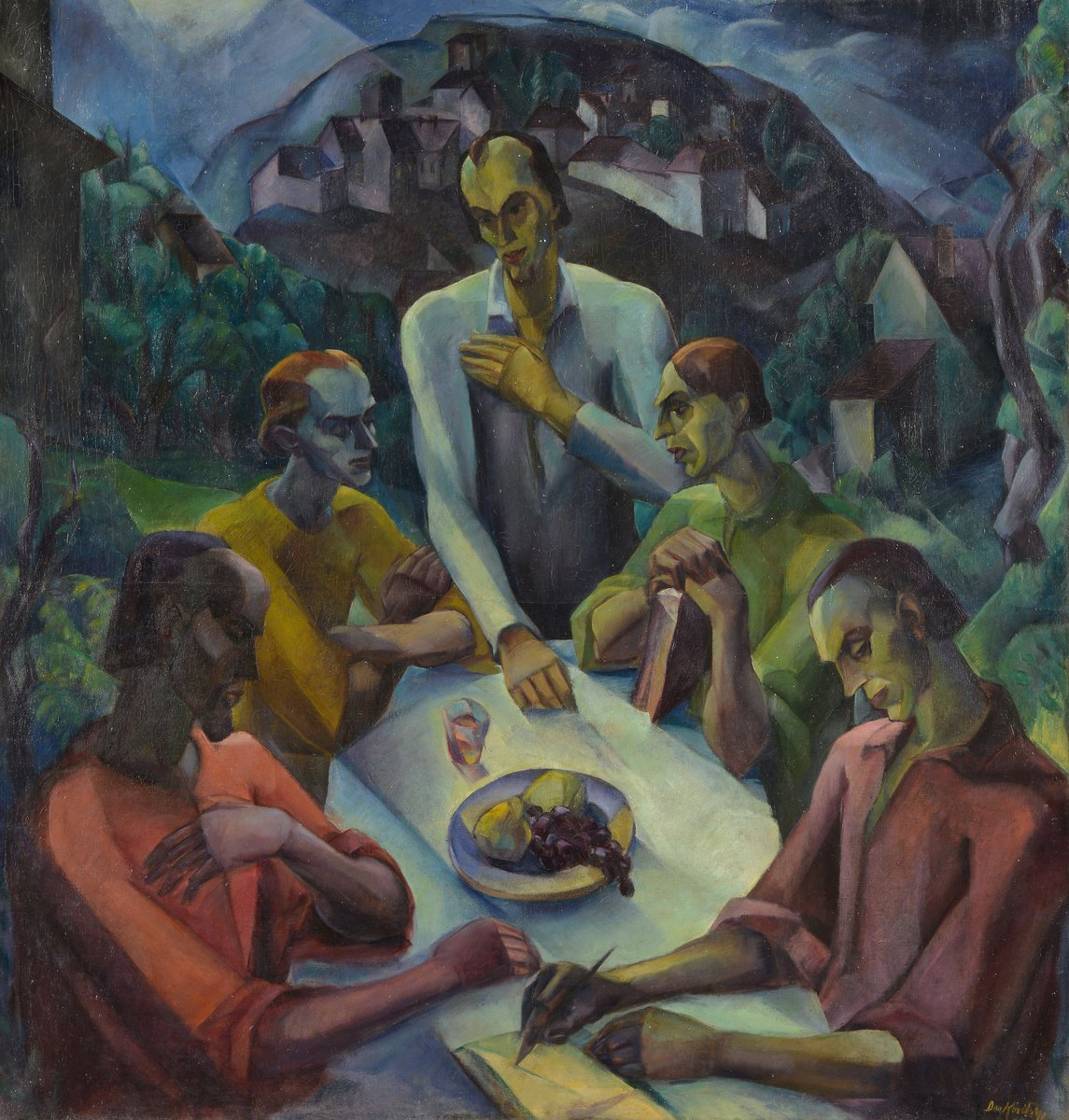
Utolsó vacsora (1922)

Hazatérése után Huppert Ernő gyártulajdonos megrendelésre elkezdte festeni a máig lappangó Lakoma című festményt. A kétmilliós előlegből egy jó állapotban lévő Üllői úti lakást béreltek. A kép végül hosszú gyötrődést követően elkészült, de a megrendelőnél nem aratott sikert, így a további anyagi támogatás is elmaradt.
1926 tavaszán a Képzőművészek Új Társasága (KUT) harmadik kiállítása hozott számára igazi, átütő hazai sikert. Az Ernst Múzeumban megrendezett tárlaton három festménnyel (Önarckép, Utolsó vacsora, Élet és halál) vett részt. A kritika nagyon jól fogadta a szinte még ismeretlen festőt, s kiemelte munkáit; a KUT című folyóirat egyre gyakrabban közölte. Petrovics Elek a Szépművészeti Múzeum igazgatója megvásárolta Élet és halál című festményét, ami az anyagi megbecsülés mellett óriási erkölcsi elismerést jelentett számára.
1927 szeptemberében az Ernst Múzeum csoportos tárlatán már 41 művel képviseltette magát. A Bécsben készült képek mellett már itthon készített friss alkotásai is helyet kaptak a tárlaton. A hazai művek két nagy téma köré csoportosulnak: az egyik az utca, a nagyváros feszültségét zaklatottságát, a másik pedig a belső intimitást sugárzó képei, melyek otthon belső békéjéről, feleségével való életéről mesélnek. Az év rendkívüli sikerei áttörést jelentettek Derkovits életében. Az állami vásárlás, a KUT díja, a sajtó magasztaló kritikái is mind ezt mutatták. 
Önálló festői stílusa is lassan kibontakozott, s olyan jelentős művek kerültek ki ekkoriban ecsetje alól mint az Utca, Otthon vagy az Önarckép.

### Dolgos hétköznapok
Az Ernst Múzeumbeli kiállítás sikere sajnos nem hozta magával az anyagi megbecsülést, így a kínzó pénztelenségen 1928-ban a Magyar Rézkarcoló Műhelybeli bemutatkozással sikerült átlendülnie. Az elmúlt hét év grafikai munkásságát napvilágra táró válogatásból számos példány gazdára talált. Az így befolyt összeg ideiglenesen megoldotta a házaspár anyagi gondjait. Elköltöztek a Hunyadi tér 10. számú padláslakásba. A Dózsa-féle parasztlázadás illusztrálásának 1929 januárjában kezdett neki.
Ebben az időszakban született az a pár érdekes csendélet, ahol többféle idegen anyagot emelt a festménybe, így egy furcsa, kollázsszerű elegyét adva festménynek és valóságnak. A Halas csendéletet a Tamás Galéria 1929-es tavaszi kiállításán mutatták be, ahol nagy tetszést aratott; Oltványi Ártinger Imre, a kor egyik legnagyobb hatású műgyűjtője 400 pengőért megvásárolta saját gyűjteménye számára.
1929. október 5-től 15-ig a Tamás Galéria Gyűjteményes tárlatán már borongós hangulatú, nyomasztó képei helyett a friss, harmóniát sugárzók kerültek a falakra.

### Végzés

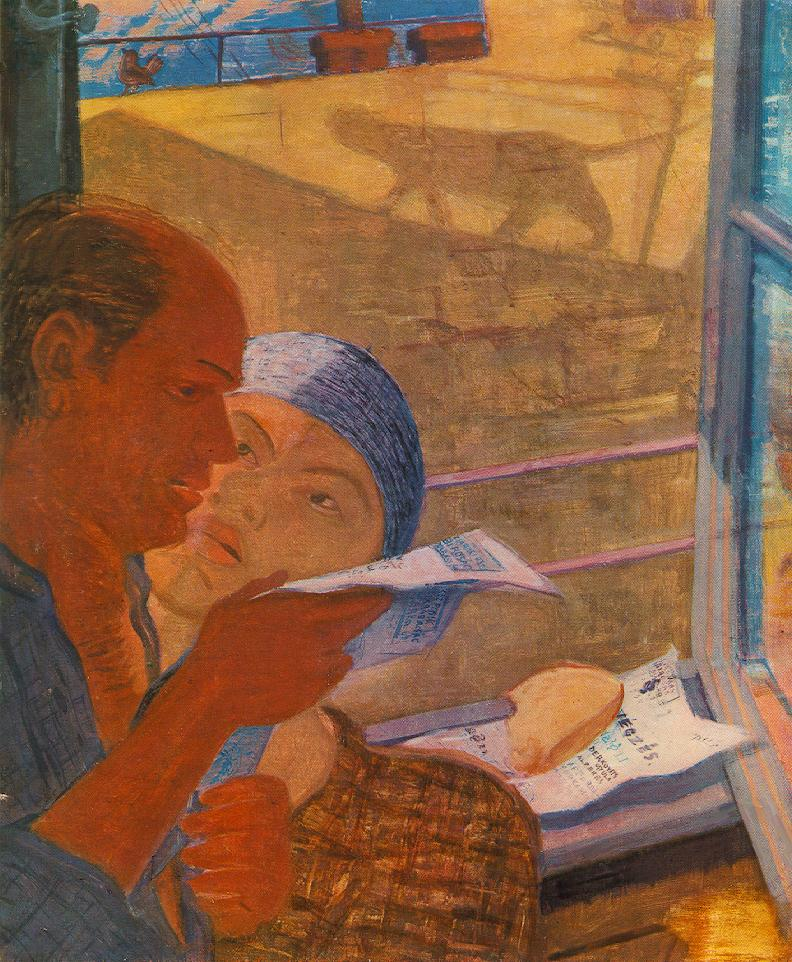
Végzés. 1930. tempera és olaj vásznon. Magyar Nemzeti Galéria, Budapest

1930. szeptember 1-én részt vett a baloldali munkástüntetésen. A százezres menetet brutálisan elfojtó kardlapozó rendőröket néhány rajzán is megörökítette. 
1930 második felében felajánlották neki a Római Magyar Akadémia ösztöndíját, de mivel a Palazzo Falconieri épületében hozzátartozókat nem szállásoltak el, felesége lakhatását saját költségükön kellett volna megoldani, így végül Derkovits lemondott a lehetőségről. Az eleve anyagi gondokkal küszködő házaspár az év során tetemes lakbértartozást halmozott fel. Habár többen próbálták segíteni, hol képvásárlással, hol adománnyal, nem volt hajlandó a számára megalázó adományokat elfogadni, Így 1931. augusztus 19-én a házaspárt kilakoltatták. Erről az eseményről tanúskodik a Végzés c. festmény is. Képeit a 600 pengős tartozás fejében lefoglalták, őt magát pedig hat hónap felfüggesztett börtönbüntetésre ítélték.
A kilakoltatott házaspár egy ideig a festő feleségének testvéréhez költözik. Korábbi képeinek lefoglalása ellenére újabb gyűjteményes kiállítással akart a közönség elé lépni. Így 1932 októberében Tamás Henrik Galériájában mutatta be a frissen készült műveket. Képein itt már látszik, hogy egyre nagyobb hangsúlyt kapnak a fémszínek (Dinnyeevő, Vasút mentén, Gond, Rézkarcoló önarckép). Bár az újságok pozitív kritikákkal méltatták műveit, kevés festményt tudott eladni. A pénztelenség még arra is rávette hogy feleségéhez hasonlóan modellként próbált pénzt szerezni. A Képzőművészeti Főiskolán Vaszary János eltanácsolta, helyette inkább egy évig havonta ötpengős segélyt küldetett neki.

### Utolsó évek
1933 februárjában a Szinyei Merse Pál Társaság neki ítélte a Vasút mentén című képéért a tájképfestészeti díjat. A tekintélyes erkölcsi siker melletti százpengős jutalom némileg enyhített a házaspár anyagi gondjain. Nyáron a kis lakásból átköltöztek a Munkácsy Mihály utca 37. alatti szoba-konyhás lakásba. Itt már olyan nagy méretű monumentális művek készültek, mint a Hídépítők, a Hajókovács és a Szövőmunkások.
Festészetemet minden illuzionisztikus elemtől megszabadítani akarom, mert szerintem csak úgy jöhet létre egy erős festészet, ha tisztára festői formákkal dolgozunk és festjük az élet jelenségeit mindenhonnan, hogy mentül intenzívebben tudjuk magunkat kifejezni. Össze kell kötni a képzőművészetet a mondanivalóval, mert az embernek biztosan van közölni valója. Mint festőnek és mai embernek érzem, hogy kötelességem az életünk és társadalmunk jelenségeit maradék nélkül kifejezni. 
1934 februárjában a Nemzeti Szalonban megnyílt kiállításon négy képét mutatta be. Ugyanebben a hónapban a Műcsarnokban rendezett Nemzeti Képzőművészeti kiállításon a Dunai homokszállítók című művét állította ki.
A folyamatos nélkülözés miatt egészségi állapota rohamosan romlott. Ennek ellenére még életének utolsó napjain is két festményen dolgozott: a mai napig lappangó Fázó asszony és az Anya c. képeken.
Derkovits 1934. június 18-án felesége karjaiban halt meg. A hivatalos diagnózis szerint halálát tüdőgyulladás okozta. Hamar elterjedt azonban, hogy valójában éhen halt.

## Művészete
A mindennapi élet témáit festette, a szegény embert és környezetét, de a természet is megjelenik képein. Alakjai jellegzetesek, mély benyomást keltenek.
A grafikai és festészeti technikákat mesterien használta, és a kisplasztikák készítésében is ügyes volt. Készített fametszetet, rézkarcot is, és kevés számú agyag- (később műkőbe öntött) és faplasztikát is (Felesége arcmása, 1923–25; Sebesült lovas, 1924; Termékenység, 1928).

### Korai munkák
Tehetsége hamar megmutatkozott. Tanulóéveinek akt- és tájtanulmányai (1920 körül) formanyelvükben még jobbára a Nyolcak festészetének nyomdokain haladnak. Az Árkádia-téma megjelenése vásznain már Szőnyi István körének művészi eszményeivel mutat rokonságot. Az elveszett Édenkert harmóniáját megidéző művek legjobbjai a Koncert (1921) és a Nagy fa alatt (1922). 
Bibliai témájú alkotásai a Háromkirályok (1922), a Heródes lakomája (1922) és az Utolsó vacsora (1922).
Ámbár a pályakezdő esztendők rajzain, akvarelljein főleg idilli tájban elhelyezett aktok szerepelnek, ami a természettel összhangban lévő emberi létezés örömét hirdeti, a korabeli kritika valamiféle nyugtalanító kettősségre is fölfigyelt:  
Különös ízű, bukolikus hangulatú képek voltak ezek; erdei tájak szomorú emberekkel, akik lehajtott fejjel, mintegy saját súlyuk alatt görnyedve andalogtak a fák alatt. A városban nyomorgó ember vágya szólalt meg bennük. Elmenni valahová, ki a falak közül, ki a természetbe, a szabadba, azt hiszem ez lehetett az alapérzés.
Hasonló kompozíciós megoldások tűnnek fel a 12 lapos Pandämonium című erotikus litográfia-sorozatán is.
Az 1920-as évek elején Füst Milán: Advent című regényéhez készített tusrajzokat, Arany János Toldijához litográfiákat, Moly Tamás Karnevál című regényéhez pedig rézkarc-illusztrációkat. A Magyar Írás ebben az időben sorra jelentette meg linómetszeteit és festményeinek reprodukcióit.

### Bécsi időszak
1923–26 közötti bécsi korszakában művészete megújult, mind a tárgyválasztása, mind pedig a festői formanyelve terén. Úgy a német, mint az osztrák expresszionizmus erősen hatott rá. Így a korábbi stilizált, eszményítő emberábrázolása a markánsabb karakterformálás felé mozdult el. Színvilágában ekkortájt a barna színt preferálta. A színek és formák előidézte drámai hatásra fény-árnyék kontrasztokkal és merész képkivágatokkal erősített rá, hogy a nézőt teljesen bevonja képi világába.  
Míg tehát korábbi munkáin a reneszánsz életszemlélet nyomai voltak felfedezhetőek, ebben a korszakában barokkosan túldíszített, expresszív képek kerültek ki a keze alól. Jól példázza mindezt a kora középkori siratás-képek katartikus erejét, illetve Edvard Munch világát egyszerre megidéző Halottsiratás című festmény. Itt is a barna szín az uralkodó. Kizárólag a halott alá tett lepel fehérje ellenpontozza. 

### Újra Magyarországon
A Budapestre való visszatérése után az Ernst Múzeum kiállításán közönség elé kerülő képei két téma köré csoportosíthatóak. Az otthon meghitt, biztonságos melege és a vele állandó harcban álló kaotikus külvilág jelenítődik meg művein. Előbbire a művészt feleségével együtt ábrázoló számos festmény (Mi ketten, Otthon, Önarckép), utóbbira az Utca című alkotás a legjellemzőbb példa. (A kritika kimutatta, hogy Derkovits úgynevezett. "utca"-képei James Ensor, George Grosz, illetőleg az olasz futuristák a nézőkben baljós, fenyegető érzetet keltő tömegjeleneteivel hozhatók párhuzamba. Ebből is kiviláglik, hogy milyen érzékenyen reagált arra, ami kora művészi világában progresszív, előremutató volt. Állandóan új és új kifejezőeszközöket keresett. Sosem ragadt bele a rutinba. Sosem azt tekintette elsődleges szempontnak, hogy a közönség igényeit kiszolgálja.)

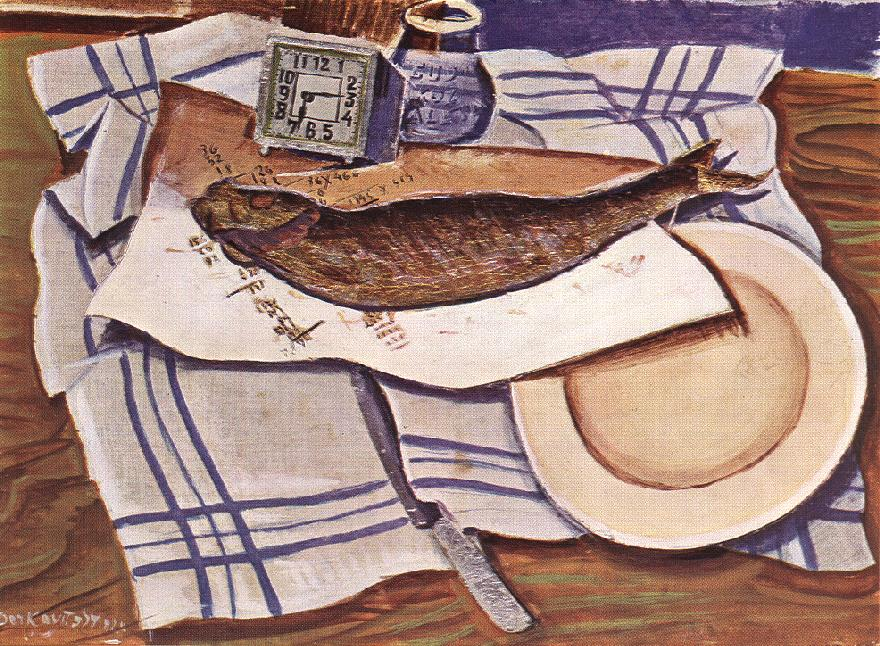
Csendélet hallal I. (1928)

A kiállítás után Derkovits egy tőle viszonylag ritka műfajban: a csendélet témájában tett kísérletet. A Halas csendélet, melyet három változatban is megfestett, érdekes kollázs, elegye a valódi és a festett világnak. Az asztalt kartonból, a terítőt vászonból, az óralapot celofánból formázta meg, a tányérra valódi csomagolópapírt ragasztott, a hal testének csillogását aranyfüstlemezzel imitálta, a kés élét pedig ezüstpapírból vágta ki. A mű nagy érdeklődést váltott ki a közönség körében, s a kritikai visszhang is roppant kedvező volt.  
Méltatói úgy vélekednek, hogy Derkovits a halat, mint már az ókorra visszanyúló szakrális szimbólumot, illetve az óra, a kés, a tányér és a számolócédula profán jelképeit egyfajta modern memento mori-példázattá dolgozta össze. A látszatra hétköznapi látványnak tehát transzcendentális aspektusa is van. Derkovits művészetében minden többletjelentést hordoz. Emiatt magasodik ki kortársai közül.

### Dózsa-fametszet sorozat

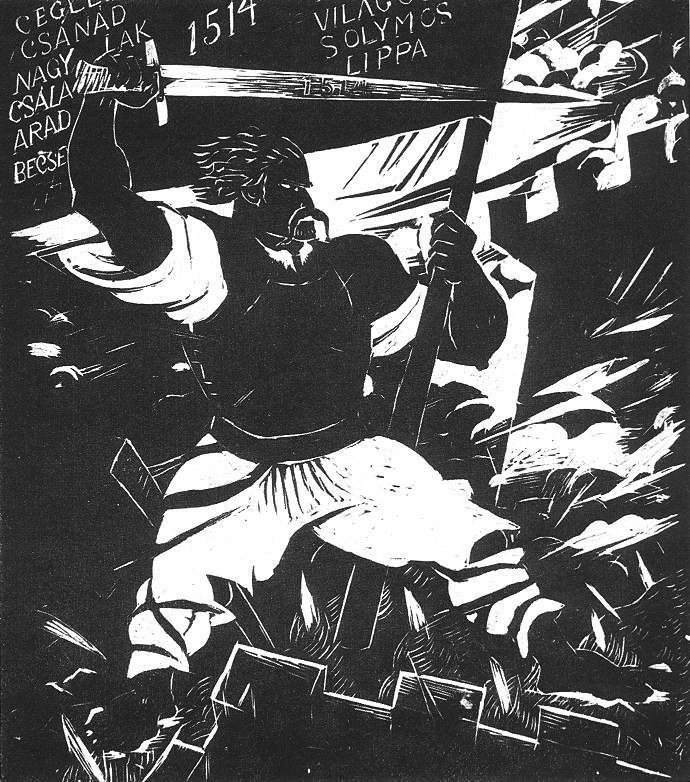
Dózsa a várfokon

A Dózsa-fametszetekben rikít a politikai mondanivaló (ugyanakkor tökéletesen megtervezett és hiteles történelmi illusztrációja az 1514-es parasztháborúnak). 1928-ban Lukács György megbízásából készítette el a korabeli magyar grafikai művészet egyik kimagasló alkotását, a 12 fametszetből álló Dózsa György-sorozatot, mely későbbi korok grafikusnemzedékére is erősen hatott (Kondor Béla, Gácsi Mihály). A sorozat a festő expresszív korszakának záróeleme, legjobban Uitz Béla Ludditák című alkotásával vagy Käthe Kollwitz a társadalmi igazságtalanságok ellen tiltakozó, baloldali elkötelezettségű fametszeteivel rokonítható.
Amikor az 1514-et csinálta, együtt jártuk be a helyszínt, a Rákos mezejét, ahol a kereszteshadak összegyülekeztek. Vonattal utaztunk el Isaszegig, onnan gyalog jöttünk vissza Pécelnek. Itthon pedig én olvastam fel neki Eötvös regényét. Ő csak hallgatta. Egyszerre megszólalt: „Most pihenj!” S amíg én pihentem, megcsinálta a skiccet
A 12 kép-alkotta Dózsa-fametszetsorozat egyes képei: I. Menetelők, II. Kaszafenő paraszt, III. Kapudöngetők, IV. Felkelő paraszt, V. Dózsa a várfokon, VI. Összecsapás, VII. Leveretés, VIII. Máglyák, IX. Dózsa a tüzes trónon, X. Verbőczy, XI. Lőrincz pap, XII. Leölt parasztok.
Az 1930-as munkástüntetésre készülve a sorozat egy példányából transzparenst készített.
Nagy papírtekercséből levág két és fél méternyit, ezt kiteríti a padlóra és felrakja rá a metszeteket. A papír teljes nagysága 240 x 160; felső részére kirakja a „Menetelők”-et, a „Kaszafenő paraszt”-ot, a „Kapudöngetők”-et. Alája a második sorba egyik oldalra a „Felkelő paraszt”-ot és az „Összecsapás”-t, a másikra a „Dózsa a várfokon”-t és a „Leveretés”-t. A papírlap aljára a „Dózsa a tüzes trónon” és a „Verbőczy” kerül, az üresen maradt középrészre pedig nagy tusrajzot csinál: a rajz Lőrinc pap helyett egy vasrácsait széttörő munkást ábrázol.
A Dózsa-témából 1933-ban 6 lapos rézkarc-sorozatot is készített. Ő maga is érezte, hogy ez a munkája emblematikus jelentőségű; a mondanivaló és az esztétikai érték kivételes találkozása.  
A szocializmus idején a történelemtankönyvekben az 1514-es Dózsa György-féle parasztfelkelésről szóló részt mindig Derkovits Gyula alkotásaival illusztrálták.

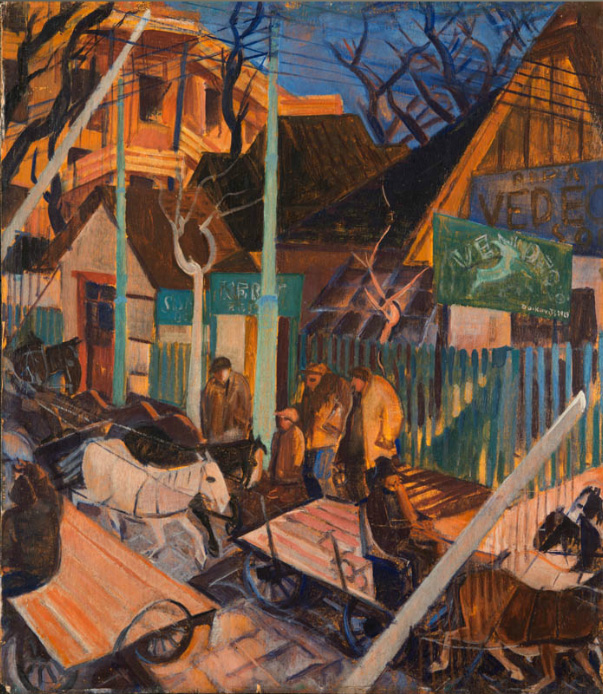
Sorompó (1929)

### A külváros festője
A kapitalista fejlődéssel egyre inkább benépesedő nagyvárosok peremvidéke a magyar képzőművészetben legelőször Derkovits Gyula figyelmét keltette fel.
Az irodalomban hasonló érdeklődés fűtötte József Attilát. Derkovits megörökítette a külvárosi szórakozás jellegzetes helyszíneit (Vurstliban, Kintornások, Este a mozinál). Visszatérő motívumai továbbá a minden színpadiasságot mellőző spontán utcai történések, amelyek hirtelen, előre nem tervezetten köszönnek be, ugyanakkor az elhanyagolt, lepusztult területek egy-egy részletét is szívesen ecsetvégére kapja. (Bolgárkertészet, Öntözőkút)
Városképei sorából kiemelést érdemel az 1929-ben született Sorompó. A festmény középpontjában egy útkereszteződésen átrobogó lovaskocsikat láthatunk. A kerítés sarkában görnyedt hátú, megtört tekintetű munkanélküliek várakoznak. Az élénk színekben gazdag, mozgalmas festményen a város sokféle arca villan fel. A hirdetésekkel és cégérekkel telerakott palánkok mögött falusias, földszintes épületek állnak mintegy a múlt mementóiként, hátrébb azonban már a jövőt láthatjuk beköszönni: egy épülő többemeletes bérház dominálja a hátsó képteret. 
Derkovits a sűrű kompozícióban egyszerre tud ábrázolni különböző idő- és térelemeket. Ugyancsak nagy a kontraszt a festményt átható mozgás és a munkanélküliek reménytveszett álldogálása között. Ennek társadalmi üzenete is van.

### Utolsó évek

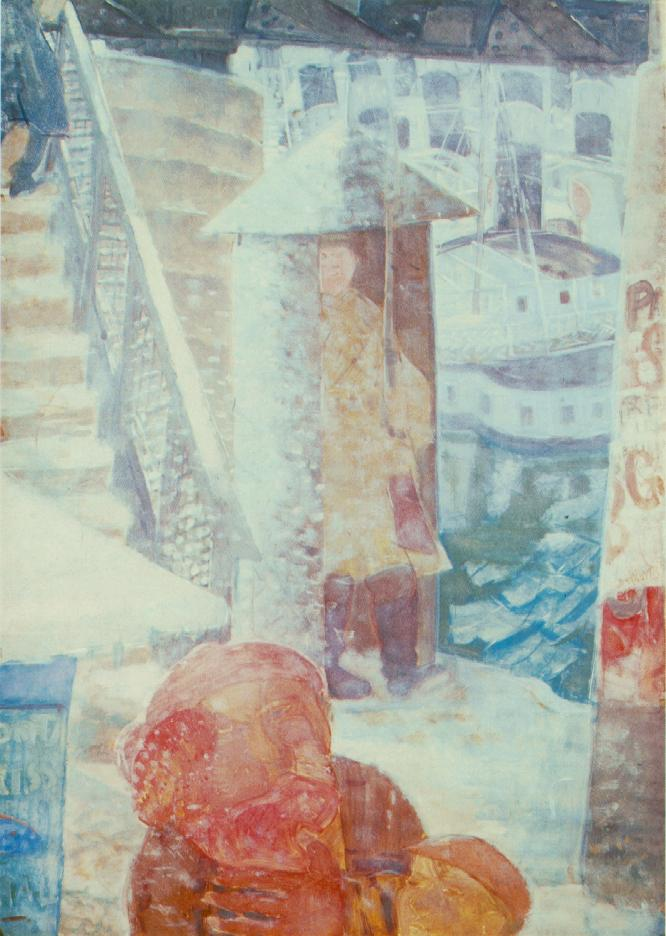
Híd télen (1933)

A művészettörténészek nagy része Derkovits kései műveit tekinti életműve csúcsteljesítményeinek. Genthon István, valamint Körner Éva is így vélekedik.
Egyre inkább kiteljesedett egyéni stílusa, kiváltképpen 1930-tól fogva, amikor főként temperával fest, és színei kivilágosodnak, finom harmóniába rendeződnek. Művészetének ennek a delelő korszakában képei méretre is monumentálissá nőttek és elragadó színhatásúak lettek.
Élete utolsó éveiben teljesen egyéni formanyelvet teremtett magának, a szigorú képszerkesztés, a lírai színvilág és az ihletett emberábrázolás ötvözetét. Másrészt a festészetben arany és ezüst porfestéket is használt, hogy színeit még melegebbé varázsolja. Jó példa erre a Híd télen című 1933-ban született képe. (A Híd télen-ről Körner Éva a monográfiájában azt írja, hogy az antagonisztikus világ valamennyi fontos momentuma a korábbiaknál sokrétűbb viszonylatban kerül ábrázolásra a didergő családtól a rendet őrző fegyveresig. Derkovits vágásos módszere révén a képmező két szélső kulisszája: a tőkés világ hirdetőoszlopa és a külváros bódéja ugyancsak szimbolikus tartalommal telítődik. Ellentétük vászonra festése egyfajta rejtett, s nem explicit művészi állásfoglalás.)  
Legtöbb művét a Magyar Nemzeti Galéria őrzi, szintén jelentős Derkovits-gyűjteménnyel büszkélkedhet a Szombathelyi Képtár is, de vannak festményei, illetve grafikái magántulajdonban is.
Meg nem erősített hírek szerint a II. világháború végén Derkovits Gyula fél tucatnyi festményét – köztük főműveket – hadizsákmányként a Szovjetunióba hurcolták. Sorsuk, hollétük azóta nem ismeretes. (Kultúrdiplomáciánk több ízben is kísérletet tett a visszaszerzésükre, ám nem jártak sikerrel.)    

## Gyűjteményes kiállítások
- Belvedere Szalon (1932)[13]

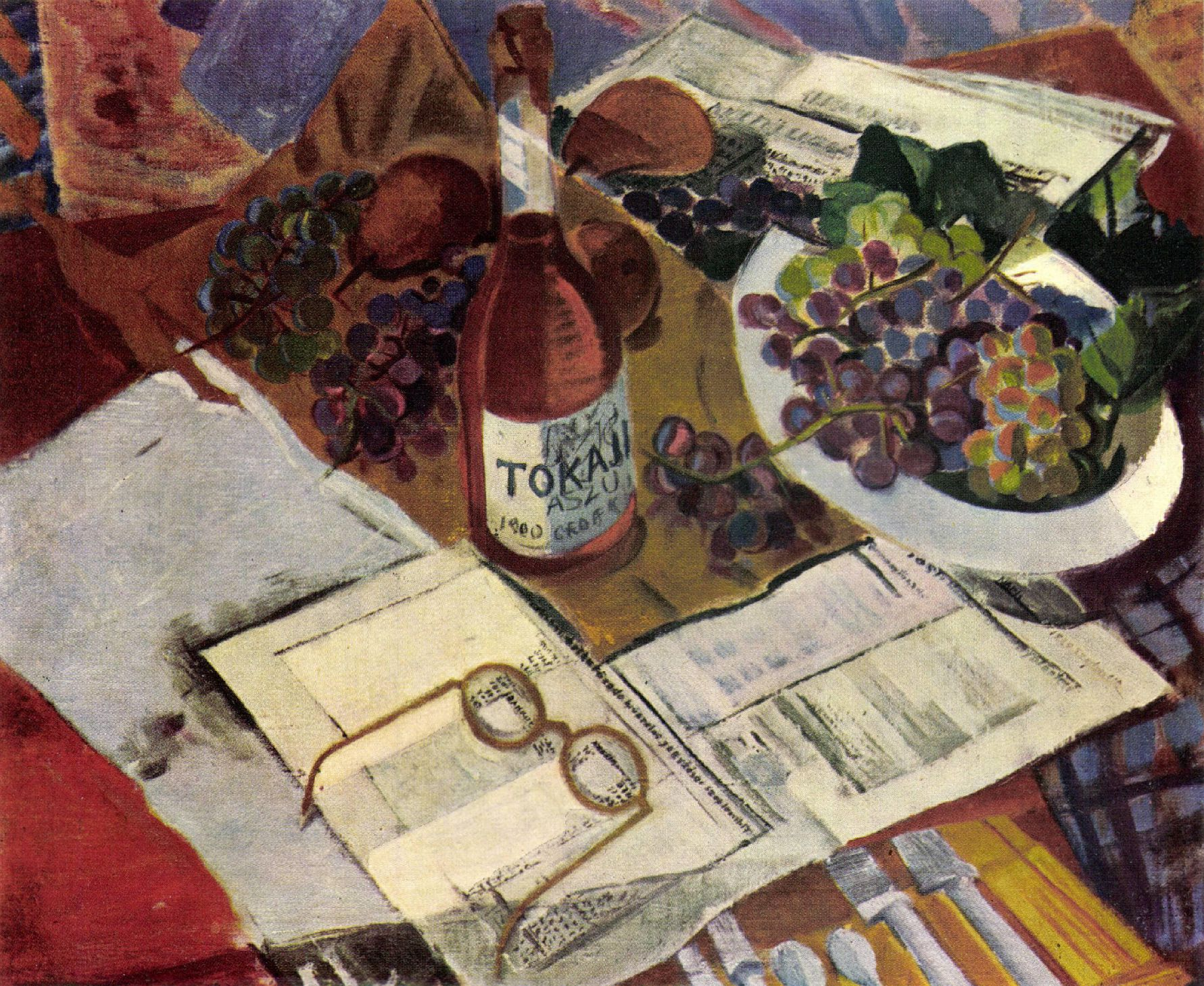
Csendélet tokajival (1929)

- Sikeres posztumusz kiállítást rendeztek műveiből az Ernst Múzeumban (1934), (1948), (1954), (1965)
- A Magyar Nemzeti Galéria „Derkovits – A művész és kora” című 2014-es kiállítása fordulópontot jelentett a Derkovits-értelmezésben. Szakított a kialakult sztereotípiákkal. Nem a magányos zseniről, a művészpályáért a nyomort is vállaló, különc »őstehetségről« szólt, hanem egy olyan alkotóról, aki kora képzőművészetében alaposan tájékozódott, ugyanakkor tudatosan merített a hagyományokból.

A kiállítás öt nagy fejezetbe csoportosította a rövid művészpálya gazdag termését, amelyek az elégia, a dráma, a szatíra, az esszé és a himnusz hívószavával érzékeltették azt az érzelmi-hangulati töltést, amellyel Derkovits hatni kívánt a szemlélőre. Baán László, a Magyar Nemzeti Galéria főigazgatója a  megnyitó alkalmával kiemelte: magyar művész életművét ennyire sokoldalú megközelítésben még soha nem mutatták be. A feladat rendkívüli volt: egy korábbi paradigma alapján kultikus ikonná emelt művészkép lebontása, és helyette új, sokkal termékenyebb értelmezési keretek kialakítása – magyarázta koncepciójuk lényegét a főigazgató.
- A Molnár C. Pál Múzeumban Kortársak – sorstársak? címmel 2019-ben rendezett kiállításon az 1920-as évek magyar festészetének legjavát tekinthette meg az érdeklődő nagyközönség. Négy, 125 éve született festőművész: jelesül  Aba-Novák Vilmos, Derkovits Gyula, Molnár C. Pál és  Szőnyi István reprezentatív festményeit helyezték egymás mellé, ennek köszönhetően a tárlat nemcsak a bemutatni kívánt életművek, de az egyéni sorsok, a világszemlélet, illetve a művészi hitvallás találkozási pontjaira és különbözőségeire is rávilágított.[15]

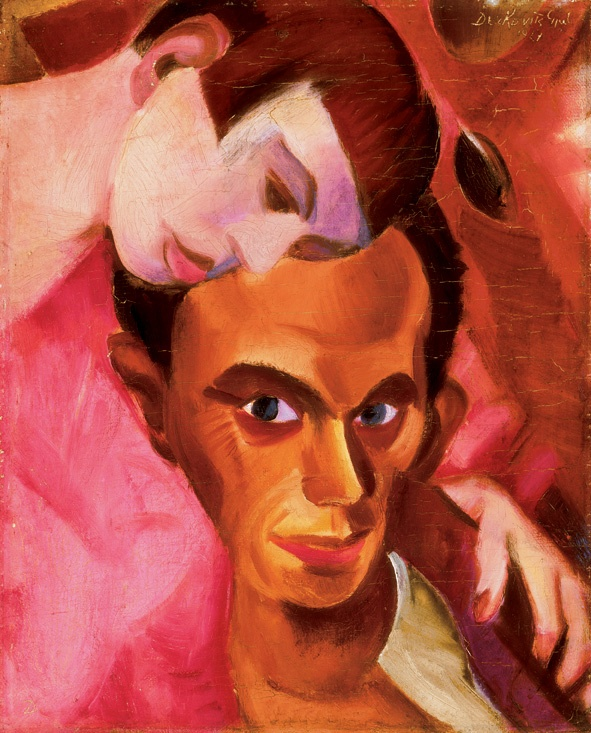
Mi ketten (1927)

- Derkovits Gyulának egy korábban kevésbé fókuszba kerülő arcát villantotta fel a Bibliamúzeum 2022-es Kapcsok és kötelékek által... című időszaki kiállítása. Az emberek közötti, és az Isten és ember közti kapcsolatot középpontba állító tárlaton Derkovits a Mi ketten (1927) című festményével szerepelt, amely feleségével, olyan harmóniában, megbonthatatlan egységben ábrázolja a festőt, hogy a kettős portrén szinte nem is lehet egymástól elhatárolni a két arcot.[16]

E festmény egyébként manapság Derkovits Gyula tán legnépszerűbb alkotása. Színvilága, férfiasan szemérmes érzelmessége a legifjabb nemzedékben is elismerést vált ki.
Nem véletlen, hogy a Horváth Gyöngyvér által írt A magyar festészet története fiataloknak című kiadvány címlapjára a Mi ketten (1927) című festmény is fölkerült, olyan mesterművek társaságában, mint például Szinyei-Merse Pál Majálisa, Csontváry Kosztka Tivadar Önarcképe, vagy éppen Gulácsy Lajos Varázslat című remeke.

## Díjak
- Szinyei Merse Pál Társaság tájképdíja (1932)
- Kossuth-díj I. fokozata (posztumusz) (1948)

## Nemzetközi sikerei
- 1924-25-ös bécsi tartózkodása alatt több kiállításon is szerepelt, és – ahogy azt Bajkay Éva a tanulmányában kimutatja – művei meglehetősen széleskörű sajtóvisszhangot váltottak ki.[17] A műveit méltató osztrák újságcikkek közül talán az a legérdekesebb, amely azt állítja, hogy Derkovits „érzékenysége az orosz érzésvilág leszármazottja. Tolsztoj vagy Makszim Gorkij akcentusával beszél. Képei teli vannak őserejű érzelmekkel, ritmusuk magával ragadó, mágiájuknak a hűvös, kritikus szemlélő sem tud ellenállni.”
- A II. világháború után az éledező magyar kultúrdiplomácia 1948 decemberében a párizsi magyar nagykövetség épületében hazánk képzőművészetének bemutatására, illetve a magyar zeneművek előadására Foyer Culturel-t létesített, s amikor a magyar kultúrának ezt a párizsi otthonát megnyitották, a falakon – kultúránk legméltóbbnak ítélt reprezentánsaiként – Csontváry-Kosztka Tivadar festményei és Derkovits Gyula Dózsa-metszetei voltak láthatók.[18]
- 1963-ban Bukarestben önálló kiállítással mutatkozott be a román művészetkedvelő közönségnek.

A bukaresti kiállítás jelentősége azért sem elhanyagolható, mert azokban a külföldre utazásnak és a nemzetközi tájékozódásnak nem igazán kedvező időkben az erdélyi magyarok is megélhették a képekkel való találkozás elemi erejét.
Hervay Gizella és Szilágyi Domokos is ott voltak a bukaresti Derkovits-kiállításon. Mindketten versekbe öntötték élményeiket.
- 1967-ben Bécsben a „Zwanziger Haus”-ban úgyszintén önálló kiállítást rendeztek műveiből. Kvalitásai az osztrák fővárosban is meggyőző erejűnek bizonyultak. Felismerték, hogy  unikális jelenség a művészettörténetben.[21]

## Emlékezete

### Halálának visszhangja

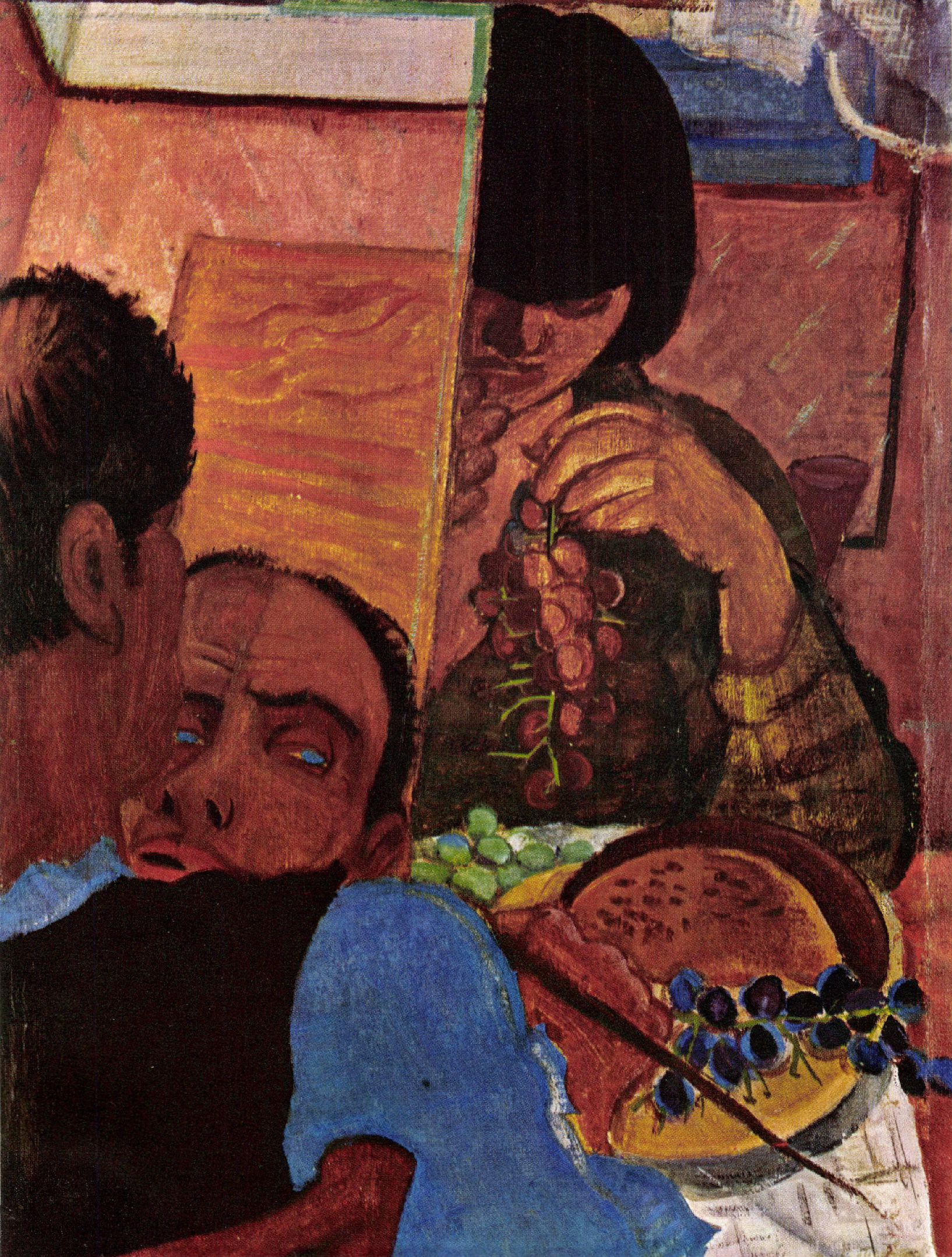
Szőlőevő (1929)

- Halálakor a  Nyugatban Kassák Lajos  emlékezett meg róla.[22]

Kassák szerint az autodidakta Derkovits festőként elért eredményei nem igazán kiforrottak, hisz behozhatatlan hátránnyal indult. „Fehér gyermekszobából nem hozta magával a mesék világát, tanároktól nem tanult művészettörténetet, ifjúkorának társaitól nem hallotta a szépért való rajongást, nem látta a követendő mintát, ami, ha később el is marad a polgári ember mögött, növendék korában megalapozza műveltségét, fogékonnyá teszi a kultúra és művészet értékei iránt.”
Grafikáját azonban igen nagyra becsülte Kassák. Nemzetközi viszonylatban is magas polcra helyezte. „Hogy mennyi finom érzékenység, mélyről fakadt kifejezőkészség volt Derkovitsban, azt néhány rajza mutatja meg maradék nélkül. Csodálkozva látom, hogy ennek a darabos, mogorva embernek a kezében milyen gyöngéden engedelmeskedik az eszköz, a leheletkönnyű vonalak szintézise milyen tökéletes tükörképe a léleknek.” – írja nekrológjában.
- Bálint György, a minőségi magyar újságírás egyik úttörője a Pesti Naplóban megjelent, A festő halála című cikkében már nyomasztó társadalmi problémaként elemzi, mi vezetett Derkovits idő előtti halálához. Ebben a „legendaképző” cikkben Bálint György így fogalmaz:

„Derkovits Gyula, a festő, csendben, szerényen és nyomorban halt meg, pontosan úgy, ahogyan élt. Ne szépítsük a dolgot: Derkovits Gyula éhen halt. Az utóbbi időben hetenként három párt virslit fogyasztott el, feleségével együtt, némi kenyérrel és pár darab burgonyával. Festett néhány képet, melyeket sohasem felejt el az, aki látta, magát a festőt azonban meglehetősen elfelejtették. Szín- és forma megoldásait méltányolták, de kalória-megoldásait nem tartották fontosnak. Naponta egy fél virsli még a legnagyobb tehetségű művésznek is kevés. Derkovits Gyula először belebetegedett, aztán belehalt ebbe a diétába, melyet a romantika korpulensebb rajongói még ma is szívesen neveznek bohém életnek.”
- Lesznai Anna a Századunk című folyóiratban (1934. évfolyam XII. szám) tette mérlegre Derkovits korán lezárult pályáját. Lesznai szerint Derkovitsot „lelki magatartása emeli ki többi festőileg vele egyenrangú, sőt talán nálánál e téren még különb kortársai közül. Lélekből fakadt alkotásai tökéletes körforgásban bennünk ismét salaktalanul lélekké válnak. Nincs ezekben a képekben egy szemernyi sem, ami csak esztétikum, csak technika, csak érzéki gyönyörűség maradna.”

Lesznai szerint a magyar festők közül emiatt leginkább ő az új művészet hordozója, és azért is, mert: „mindig a nincstelenek szenvedését festi, de önmagát éli át minden nincstelenben: mindig önmagát festi, mert benne élnek és szenvednek mind a kisemmizettek. Ez kötötte össze művészetében az emberiséggel és ez választotta el áttörhetetlen korlátokkal a mai társadalomtól, ő az, aki valóban magában hordta és megtestesítette osztályát, mindez azonban számára nem „vállalt feladat”, társadalmi meggyőződése nem didaktikusan előadandó eszmei tartalom, nem tendenciózus művészet az övé; ő az, aki: és önmagát festi – ő az, aki mindenki: és mindenkit megrendít. Derkovits egyéni lírájában inkarnálja osztályát és annak életét, mert semmi sem közelíti meg jobban az általánost, mint az, ami valóban és legmélyebben »egyéni«”.
- Dési Huber István, a Derkovits festői és világnézeti felfogásával rokon nézeteket valló festő több fórumon is: a Korunkban 1937-ben, a Népszavában 1942-ben adott támpontokat Derkovits művészetének megértéséhez. Amellett, hogy Derkovits színvilágáról és kompozíciós technikájáról is fontos, ma is érvényes megállapításokat tesz, Dési Huber úgy látja, hogy „mítosz van itt jelen, csupa feszültség minden, végtelenül egyszerű, szinte lefojtott érzelemben, roppant arányú új világ közellétét érezzük. Az alakulóban levő munkás-mítoszt szebben még senki sem fejezte ki”.[23]

### A politika értékítélete

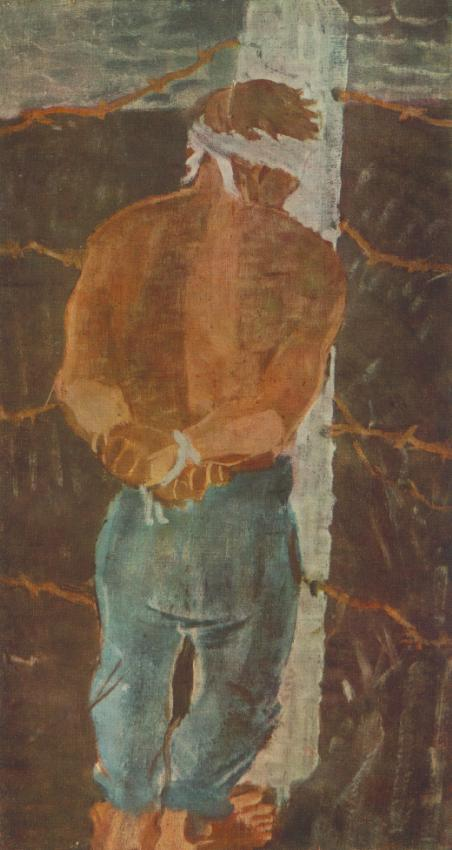
A kivégzés (1932)

- A szocializmus idején Derkovits Gyulát az elsők között, 1948-ban, Bartók Bélával és  József Attilával együtt tüntették ki posztumusz Kossuth-díjjal. (Művészi kvalitásai mellett ebben része lehetett annak is, hogy életművében a szociális tematika radikálisan jelenik meg. Gyakran választja témájául a nincstelenek, a jogfosztottak világát határozott társadalomkritikai éllel, állít emléket utcai összecsapásoknak, brutális rendőri megtorlásoknak, ugyanakkor a hatalom képviselőit, a gazdagokat kíméletlenül kifigurázta. Egyszóval beleillik a "fordulat éve" után kialakult azon narratívába, mely a Horthy-korszak társadalmával szemben – Derkovitscsal megegyezően  – igen kritikus volt.)

Derkovits Gyula kiemelt pozíciójával kapcsolatban a szocializmus időszakában mindvégig irányadó volt a kulturális kérdésekben vitathatatlan tekintélynek számító Szabolcsi Miklós minden, a magyar kultúrát megtermékenyítő hatást befogadni kívánó álláspontja. (József Attila, Derkovits Gyula, Bartók Béla, 1959) Szabolcsi Miklós József Attila költészetét Derkovits festői univerzumával összevetve ezt állapítja meg: „mindketten egy, az izmusokon átment, azokat legyőző, de azok eredményeit felhasználó új realizmust teremtenek”. 
Derkovits ezzel megmenekült a formalizmus vádja alól, ami a kirekesztését jelenthette volna.
- Fontos dokumentuma értékelésének a Zádor Anna és Genthon István főszerkesztésében 1965-ben megjelent négykötetes Művészeti Lexikon. E lexikon Derkovits-szócikkben a festőnek négy művét is reprodukálták. Egy metszetet a Dózsa-sorozatból, valamint a Három nemzedék, a Fázó nő és a Téli ablak című alkotásokat.

A lexikon-szócikk végkövetkeztetése így hangzik: „Derkovits a két világháború közti magyar művészet egyik legmarkánsabb alakja lett, akinek egyéni életében, legszemélyesebb lelki és szellemi élményeiben élesen megnyilvánultak a kor feszült szociális problémái. Maga is a kizsákmányoltak, a munkanélküliek, az üldözöttek életét élte; a valóság szennyes áramlatai elől nem vonulhatott szellemi elefántcsonttoronyba, ezzel az árral kellett megküzdenie, s művészete az élethalálharc megnyilvánulása.”
- A Kádár-rendszer első számú kultúrpolitikusa, Aczél György nemcsak beszédeiben hivatkozott többször is Derkovits Gyulára, de Jövőt mutató elődök című könyvében, mely Arcképvázlatok a magyar kultúra történetéből alcímmel jelent meg, „a szellemi progresszió megosztottságoktól és ellentmondásoktól sem mentes fő vonalában, mégis egységes folyamatában helyezi el Petőfi Sándor és Széchenyi István, Derkovits és Bartók, Illyés Gyula és  Lukács György egyaránt példaadó életművét”, ahogy arra a kötet fülszövege is utal.[25]
- Nem kizárólag Aczél György hivatali szobáját díszítette annak idején Derkovits Gyula-festmény.[26] Magának  Kádár Jánosnak,  a Magyar Szocialista Munkáspárt első titkárának a rózsadombi villájában is függött Derkovits-kép,  Czóbel Béla és Rippl-Rónai-festmények mellett.[27]

### Özvegyének szerepe a Derkovits-kultusz kiépítésében
- Felesége, Dombai Viktória Mi ketten címmel könyvet írt kettejükről. A kötet óhatatlanul is meg kíván felelni a keletkezés évében (1954) a pártvezetés által sugallt elvárásoknak. Mármint annak, hogy Derkovits itt mint a magyar munkásosztály legnagyobb festője jelenik meg. Özvegye azokat a momentumokat emeli ki az életéből, amelyek ehhez a képhez maradéktalanul illeszkednek.

Emellett a Derkovits-házaspár magánéletébe is bepillantást nyerünk. Megtudjuk, hogy feleségével való harmonikus kapcsolata, kettejük összekapaszkodása hányszor segítette át Derkovits Gyulát élete buktatóin.
A kötet 1977-es második kiadásában az akkorra már „zavaró elemeket” (például azt, hogy Derkovits állítólag nagyon felnézett volna Rákosi Mátyásra) kihagyták. Ám a kötet egésze továbbra is a polgári közegben egzisztenciálisan ellehetetlenült művész a világgal szemben vívott küzdelmeit rögzítette.
- A szocialista időkben Derkovits Gyuláné nemcsak könyvet írt emlékeiről, de több cikkben és interjúban is megszólalt férjével kapcsolatban.

A kommunista párt lapjának, a Szabad Népnek az 1947. június 26-án megjelent számában a festő halálának 13. évfordulóján megírta, hogy kötelességének érzi, hogy a rosszindulatú híresztelések helyett Derkovits igazi arcát mutassa be. Hangsúlyozta, hogy férje világéletében szörnyű nélkülözések között élt. Bár művészetét már életében méltányolták, az erkölcsi tőkén kívül máshoz nem juthatott. Csak filléreket keresett. Sorait az özvegy azzal zárja, hogy „Derkovits egy fejezete a magyar képzőművészet történetének. De hozzátartozik ő a magyar munkásosztály történetéhez is, szószólója és harcostársa volt a munkástömegeknek.”
Hasonló szellemben nyilatkozik Dombai Viktória a Nők Lapjában 1962-ben Galsai Pongrác riportjában. A szemtanú (az élet- és harcostárs) hitelével és erkölcsi fedezetével állítja, hogy gyakran éheztek, s amikor Galsai Pongrác ellene veti, hogy Derkovits Gyula már életében sikeres festő volt, azt mondja, hogy a műgyűjtők, műkereskedők csak átmenetileg juttatták Derkovitsot lélegzethez. Néhány hétre, vagy hónapra. A képeket olcsón vették, részletekben fizették ki és drágán értékesítették. Amikor a festő meghalt, a temetés költségeihez sem járultak hozzá.
Az, hogy az özvegy vajon mennyire csúsztatott a legendaképzés érdekében, máig vita tárgya. Mindenesetre, a szocializmus időszakában a Horthy-rendszerről adott lesújtó képe hozzájárult ahhoz, hogy Derkovitsot a szocialista-realista festészet legfőbb reprezentánsaként kezeljék, ami másfelől persze azzal járt, hogy Derkovits negyven évre egyfajta ideológiai karanténba szorult.
- Érdekes momentum, hogy a Pesti Napló már jóval korábban, az egyik 1922-es, Látogatás híres modelleknél című interjújában is megszólaltatta Dombait, aki az újság kérésére elmesélte, hogy Nyergesújfalun ismerkedtek meg Derkovitscsal három évvel korábban, a Kernstok-iskolában, és a házasságközvetítő maga Kernstok mester volt, »kért, hogy menjek hozzá, és segítsem ezt a fiút, mert magában bizony nem él meg. Így lettem én az uram első mecénása.«.[30]
- Kettejük szerelmének, egy életre szóló szövetségének Nyáry Krisztián is fejezetet szentelt Festői szerelmek című kötetében, elvégre talán nincs is még egy olyan múzsa honi piktúránk történetében, akit annyiszor örökített volna meg festő-férje, mint Derkovits a nejét. Használta aktmodellként, de még gyakoribb, hogy páros portrékat festett magukról. E képeken felesége egyenrangú partnerként jelenik meg, nem öncélú dekoráció.

### Derkovitsról készült szépirodalmi alkotások
- Somlyó György verssel adózott emlékének.[31] (A Derkovits című költemény szonett formában íródott – alkotója ezzel is jelezni kívánta, hogy egy klasszikussá érett életműnek szóló tiszteletadás.)
- Juhász Ferenc az egyik, 1958-ban közreadott versprózájában fejti ki Derkovits Gyula Halottsiratás című festménye láttán támadt gondolatait.[32]

„A hűlő csillag-lila test még a Megadás – véli Juhász Ferenc –, de amit ezután fest Derkovits, az már a Harc, ott már nemcsak a csendőrök szuronyéle villan, de a Lehajtott-fejűek, Kendőbe-bugyoláltak, Éhezők szemefehérje is. Feldübörög a Nép, Dózsa üvölt feketén”.

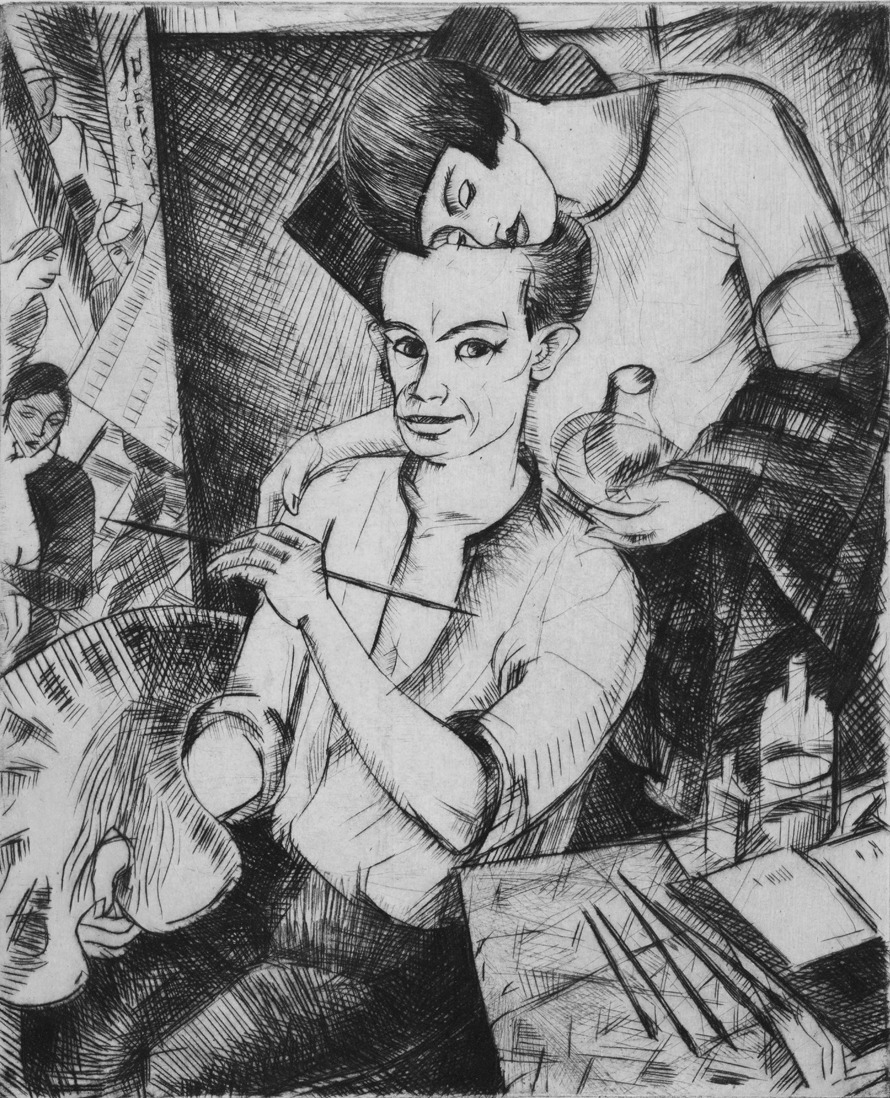
Mi ketten-grafika (1927)

- Lajta Erika az Ecsetem a fegyverem című drámájában idézi meg a festő alakját.[33][34] E darab a Hatalom és a Művész ellentmondásos kapcsolatát feszegeti. Rámutat, hogy a közhiedelemmel ellentétben Derkovitsnak nem kellett volna feltétlenül éhen halnia: lettek volna lehetőségei arra, hogy többé-kevésbé sikeresen épüljön be a Horthy-korszak társadalmába. Jelleme, művészi eszményeihez való következetes ragaszkodása azonban a simább, könnyebb út bejárását kizárta számára. Buknia kellett. Halála után pedig menetrendszerűen beindult életműve és személye kisajátítása. (Annak megfelelően, hogy a politikai inga merre lengett ki, négyszer temették el. A rendszerváltozás után tisztelői kimenekítették őt a Munkásmozgalmi Pantheonból. Legújabb sírja már fakereszttel van megjelölve.)

A drámán átível Derkovits Gyula és Dombai Viktória már-már alkotótársi, szövetséges-jellegű szerelme, ahol a feleség teljesen férje művészetének szolgálatába állt. A darabban  Vaszary János is fontos szerepet kap mint Derkovits támogatója, egyszersmind színgazdag piktúrája és örömelvű életfelfogása okán szöges ellentéte.

### Derkovits-ihlette zenemű
1961-ben Ránki György komponált művet Derkovitsnak a Dózsa György-témát megörökítő metszetsorozata alapján. Ez a zongorára és zenekarra írt, 1514-fantázia címet viselő, sodró lendületű műalkotás a Derkovits Gyula által megjelenített forradalmi indulatoknak ad hangot. Ránki hatalmas fokozásokkal, drámai ellentétekkel, a statikus és a mozgó szólamok váltakozásával fordította le a derkovitsi képzőművészeti kifejezőeszközöket a zene nyelvére. A Derkovitscsal közös eszmei mondanivaló abban is kifejezésre jut, hogy az opuszt a zeneszerző optimista kicsengésű epilógussal koronázta meg.
Amikor Ránki György műve a rádió-bemutató után felcsendült a Zeneakadémia nagytermében is, Derkovits özvegye e sorokat írta a zeneszerzőhöz: „A tegnap esti bemutató előadás hatalmas, szuggesztív ereje először lenyűgözött, végül határtalan magasságba emelt. Ön a hangok kitűnő mestere, életre keltette Derkovits Gyula „1514” c. fametszetét. Eleven erőkké váltak! Nagyszerű érzés két alkotó művész teremtő munkája eredményeit látni, megérteni.”

### Derkovitsról készült filmek
- Az első dokumentumfilmet Kollányi Ágoston forgatta Derkovitsról.[36] Premierjét 1955 novemberében tartották. A korszak elvárásainak megfelelően az alkotók erősen kihangsúlyozták Derkovits baloldali elkötelezettségét.
- Jancsó Miklós 1958-ban portréfilmet rendezett életéről.[37] (A filmet expresszív stílusjegyek jellemzik. Ez egyfajta tiszteletadásnak tekinthető, hiszen Derkovits munkásságában is kimutathatók expresszionista hatások.)

### Derkovits Gyula képzőművészeti ösztöndíj

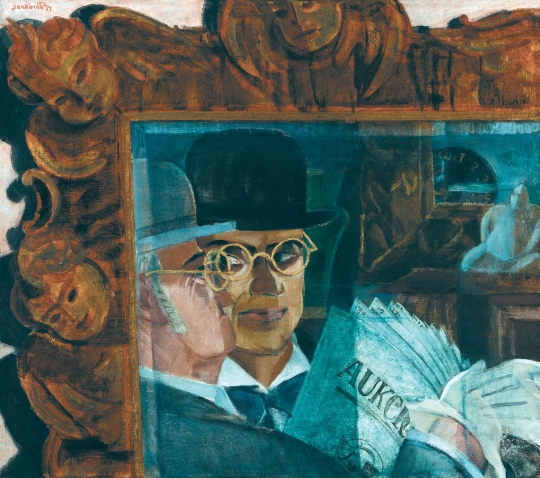
Aukció (1930)

A Derkovits Gyula képzőművészeti ösztöndíj, amelyet 1955-ben alapítottak pályakezdő képzőművészek számára, ma is él. 
„Derkós”-nak lenni rangot jelent a szakmában. Belépőnek tekinthető egy sikeres művészpályához. A díj tehát, amellett, hogy anyagi támogatást nyújt a megélhetéshez, biztosítja a nyugodt alkotómunka feltételeit, azért is nagy jelentőséggel bír, mert ez a művészi pálya során elsőként kapható állami kitüntetés.

### Érmék, bélyegek
- Borsos Miklós 1955-ös keltezésű, Derkovits Gyulát ábrázoló bronz emlékérméje a gyűjtők körében rendkívül keresettnek számít.[39]
- Búza Barna éremművész, szobrász 1974-ben bronzérmet készített Derkovits Gyula portréjával.[40]
- A Magyar Nemzeti Bank 1976-ban 200 Ft-os ezüst pénzérmét adott ki Derkovits Gyula tiszteletére.[41]
- A Derkovits Gyula Szombathelyi Képtárépítő Egyesület 1984-ben egy olyan bronz emlékérmet adott ki, amelyen Derkovitsnak a Három nemzedék című festményét örökítették meg.
- 1967-ben a Magyar Posta bélyeg formájában reprodukálta a Végzés című, illetőleg 1978-ban a Három nemzedék című Derkovits-festményt. A bélyegek mellett díszborítékot is nyomtattak, amelyre Derkovits portréja került fel.[42][43]

### Emléktáblák, domborművek, szobrok

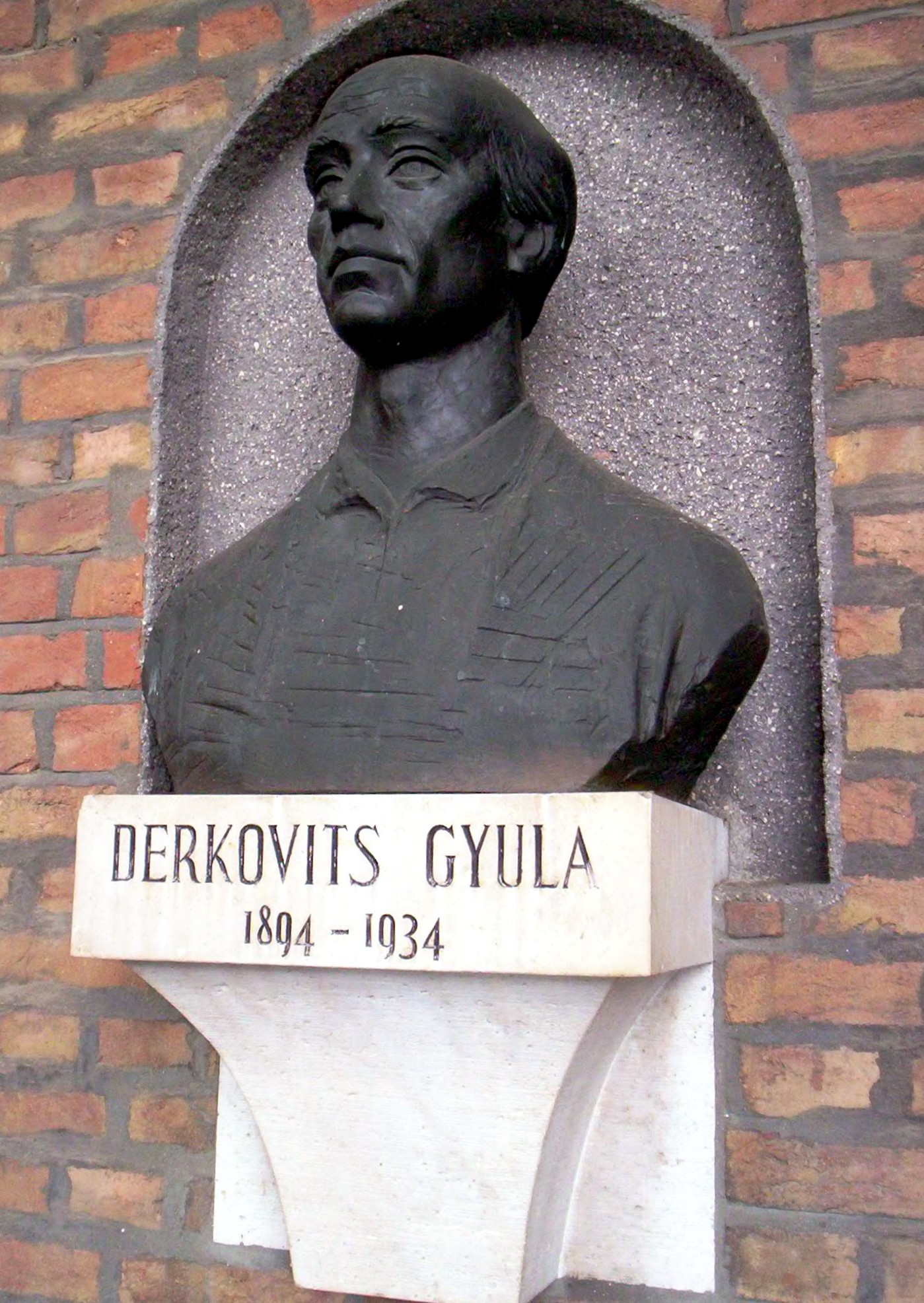
Derkovits Gyula mellszobra (Mikus Sándor alkotása)

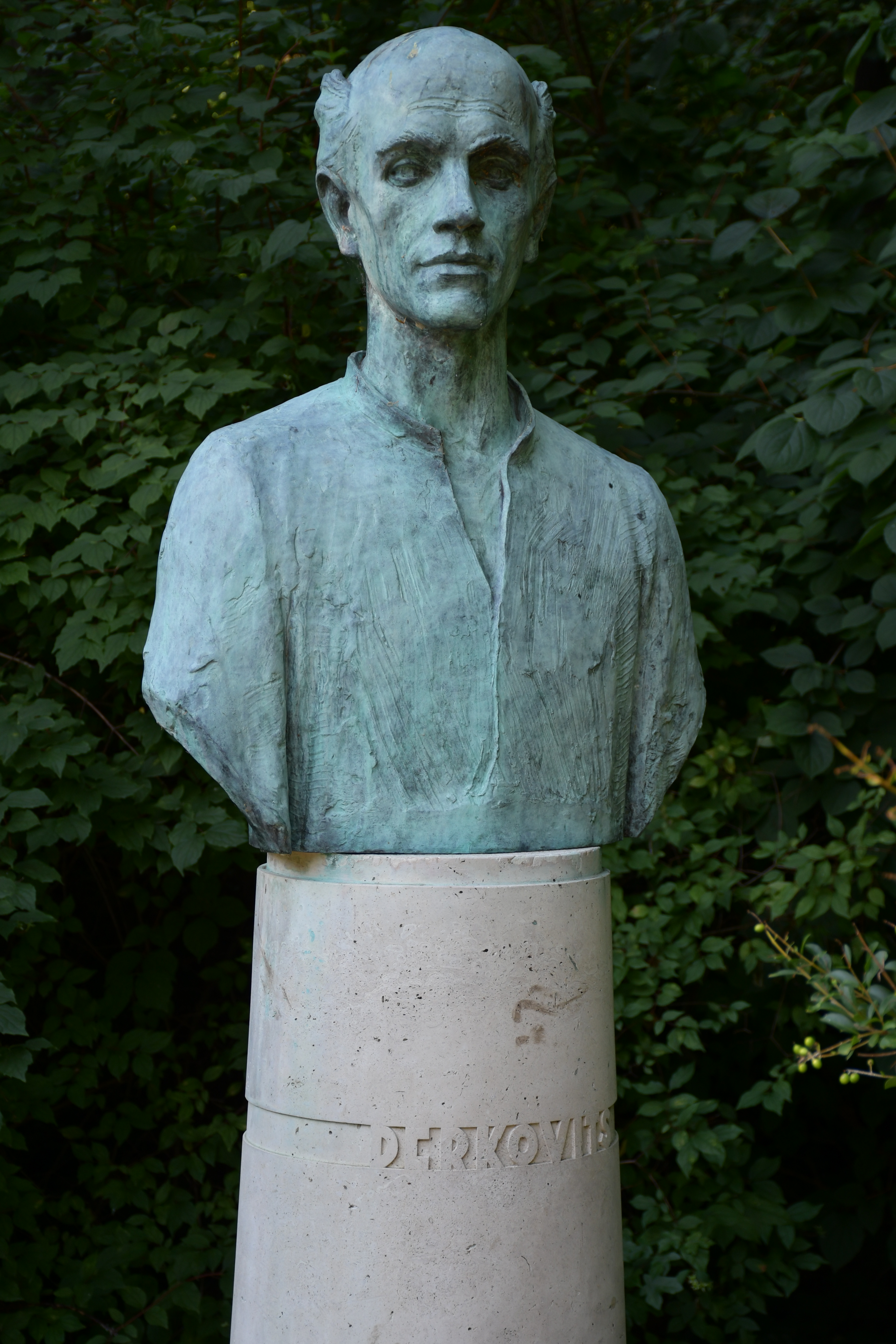
Derkovits Gyula Margit-szigeten elhelyezett mellszobra (Pátzay Pál alkotása)

- A Szombathelyen, a szülőháza falán elhelyezett emléktábla mellett (mely mint a magyar festészet nagy forradalmárát nevesíti a festőt) több más lakóhelyét is emléktáblákkal jelölték meg.

A Budapest, VIII. kerület, Népszínház utca 18. szám alatti ház falán egy rusztikus hatású domborművet helyeztek el Derkovits Gyula portréjával. Alatta e felirat olvasható: „E házban lakott 1917-től 1923-ig Derkovits Gyula, a nagy proletárfestő”.
- Egy későbbi lakhelyén, Budapesten, a VI. kerület Hunyadi tér 10. szám alatti ház falán 1972-ben állítottak először emléktáblát. Ezt az emléktáblát 1994-ben egy márványtáblára cserélték le, mivel az eredeti emléktábla felirata arról is tájékoztatott, hogy Derkovits lakása egy ideig az illegális kommunista párt vezetőinek találkozóhelyéül is szolgált. (A mostani emléktábla erről nem szól. Csak azt hozza a szemlélők tudomására, hogy e ház padlásszobájában élt 1928 és 1931 között Derkovits Gyula festőművész.[45]

A Hunyadi tér 10. szám alatti ház kicsiny, eredetileg mosókonyhából kialakított padlásszobája – ahol lakbértartozása miatti kilakoltatásáig élt és alkotott – azért jelentős Derkovits Gyula életműve szempontjából, mert itt festette ún. „kettős portréit”, amelyeken a művész mellett felesége, is mindig ott van; vagyis az otthon meghitt, idilli légköre védelmet nyújt a zajos nagyváros forgatagával, fenyegető idegenségével szemben.
- Derkovits Gyuláról a Budapest, XII. kerület, Pihenő utca 1. szám alatti épületben, azaz a Korányi Intézetben is emléktábla-állítással emlékeztek meg.[46]

A tüdőbeteg-gondozó portrédomborművel díszített vörösmárvány emléktáblája szerint Derkovits Gyula „itt talált gyógyulást 1919-ben”.
- Tiszaújvárosban a Derkovits Gyula Művelődési Központ névadójának domborművét a bejáratnál helyezték el. Az utcáról az üvegfalon keresztül lehet látni.[47]
- Szombathelyen a Derkovits-lakótelep tulajdonképpeni kapujában, a Rohonci utca és a Bartók Béla körút sarkán áll Varga Imre szobrászművész egészalakos, életnagyságú Derkovits Gyula-szobra.[48]
- A Szűrcsapó utcai Derkovits-sztélé (azaz a Derkovits-i stílusjegyeket megidézni kívánó nagyméretű faragott kőtábla) is tisztelettel adózik a város nagy szülöttének.[49]
- A szombathelyi Berzsenyi Dániel Könyvtár gyűjteménye is őriz egy modernista Derkovits Gyula-szobrot. Marosits István szobrászművész készítette.
- Salgótarjánban 1968. június 23-án ünnepélyes aktusra került sor. Az akkori Derkovits-lakótelep (ma Szerpentin út, lakótelep) parkjában a hely „esztétikai arculatát formálandón, és a névadó művész megbecsülésére” leleplezték Borsos Miklós szobrászművész Derkovits Gyuláról készült mellszobrát.[50]
- Kazincbarcikán a városvezetés Melocco Miklóstól rendelt meg egy Derkovits Gyula-szobrot, mely festés közben, palettájával a kezében örökíti meg a művészt.[51]
- Derkovits Gyula a hazánk legnevesebb művészeinek helyet adó, Szeged, Dóm téri panteonban is helyet kapott. Mellszobrát Mikus Sándor öntötte bronzba.[52]
- Derkovits Gyulának a Margitszigeten is látható egy mellszobra, a Margitszigeti Nagyszálló sarkában. Pátzay Pál  alkotása.[53]
- Természetesen nemcsak köztéri szobrok készültek Derkovitsról. A Nemzeti Galéria a műtárgyai között két Kalló Viktor által megformált szobrot is őriz. Egyikük egy portré. A másikuk egy egészalakos szobor.[54]
- A Nemzeti Galéria gyűjteményét egy Kárpáti Anna-megmintázta Derkovits-szobor is gazdagítja.[55] Ennek a női érzékenységgel, kifinomult technikával megálmodott szobornak különös érdekességet ad, hogy alkotója az elsők között részesült Derkovits-ösztöndíjban.

### Közterületek, közintézmények
- Derkovits Gyula nevét országszerte számos utca viseli. Budapesten például a XII. kerületben, a XVII. kerületben, Rákosmentén, a XVIII. kerületben, Pestszentlőrincen és a XIX. kerületben, Kispesten van Derkovits utca/tér, de Pécsett, Miskolcon, Nyíregyházán, Dunaújvárosban, Nagykőrösön, Pásztón, Dorogon, Balatonalmádiban, Tapolcán, Tiszakécskén, Gárdonyban és Fonyódon is neveztek el Derkovits Gyuláról utcát, illetőleg utat vagy teret. Szegeden pedig Derkovits fasort, Békéscsabán Derkovits sort létesítettek.
- Budapest VI. kerületében a Városligeti fasor 4–6. szám alatt működik a Derkovits Gyula Általános Iskola.
- Miskolcon a róla elnevezett utcában található a Derkovits úti művésztelep, ahol több helyi képzőművész kapott műteremlakást.
- Szülővárosában, Szombathelyen általános iskola, bevásárlóközpont és lakótelep viseli a nevét.
- Tiszaújvárosban a művelődési központ Derkovits Gyula nevét vette fel.

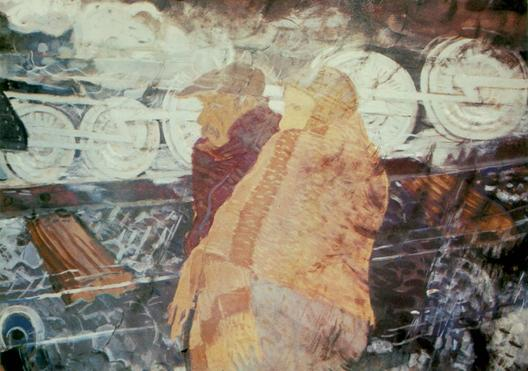
Vasút mentén (1932)

### Szakmai megbecsülése
- Derkovits Gyula művészi nagyságát jól mutatja, hogy olyan jelentős művészettörténészek írtak róla monográfiákat, mint Pogány Ö. Gábor (előbb a Fővárosi Képtár igazgatója, majd a Szépművészeti Múzeum főigazgató-helyettese, nyugdíjazásáig pedig a Magyar Nemzeti Galéria főigazgatója), Körner Éva és Molnos Péter.

Különösen Körner Éva tett sokat azért, hogy a szocialista érában a közérthetőség és a népiesség elvárásaihoz ugyan jobban igazodó, esztétikailag viszont konzervatívabbként számon tartott, a "megmerevedett"-nek kikiáltott akadémizmushoz számos szállal kötődő Munkácsy Mihály helyett Derkovits életműve legyen a minta.
- Fülep Lajos művészettörténész, művészetfilozófus a Rippl-Rónai–Csontváry–Derkovits címet viselő könyvében a magyar festőművészet három világszínvonalú géniuszának munkásságát veszi górcső alá.[57]
- A kortársak közül számos művész hajtott fejet Derkovits nagysága előtt. A leglelkesebb közülük Dési Huber István volt,[58] aki a „Barátom, milyen kicsinek érzem magam mellette!” felkiáltással hívta fel egy barátjának a figyelmét „erre a csodálatosan nagy és mély festőre”, akinek a képeiben egy egész világ rejtőzik. „Szegénységnek, nyomornak s a megalázottságnak s azok nyomán kitörő dacnak egy olyan poézisa, egy olyan lávaszerű feltörés”, amelyet nem is lehet szavakkal kifejezni.
- Ámos Imre szomorúan panaszolja, hogy míg a kor hivatalossága gyenge kvalitású művészeket magasztal fel, az igazi értékeket: egy Csontváryt, egy Czóbelt, egy Gulácsyt, egy Vajda Lajost és egy Derkovitsot nem kezelik a helyén.[58]
- Vajda Lajos sem tud szabadulni Derkovits hatása alól. Miután megtekinti a posztumusz kiállítását, ilyen gondolatokra jut: „Mennyivel nagyobb és több volt ő, mint polgári művészkortársai, akik a l’art pour l’art útvesztőjébe kerültek. Szomorú sors volt az övé, míg élt, semmibe sem vették, ma pedig a ’nagy művész’ jelzővel illetik. 99 %-ig törvényszerű sors ez, amely ellen semmit sem lehet tenni.”[58]
- Bár Bernáth Aurél – Kassákkal megegyezően – a derkovitsi életműben nem a festészetnek, hanem a grafikának adja a pálmát, erről szuperlatívuszokban beszél. „Derkovitsnak páratlan erejű rajzai vannak, s hasonló minőséget képvisel a Dózsa fametszetsorozata is.” – állapítja meg.[58]
- A magyar avantgárd festője, Bortnyik Sándor – aki egy időben a Magyar Képzőművészeti Főiskola igazgatói posztját is betöltötte – meleg hangú előszót írt egy Derkovits Gyula festményeiből, rajzaiból álló gyűjtemény elé. Bortnyikra saját bevallása szerint is hatott Derkovits. (Mivel mindketten a Kernstok-féle szabadiskolába jártak, elmondható, hogy Derkovitscsal egy ideig baráti viszonyban voltak.)[59]
- Hamvas Béla esztétai minőségében tette mérlegre a Derkovits-i festői univerzumot. Fejtegetéseit azzal zárta, hogy „Derkovits Gyula jelentősége abban van, hogy ama ritka festők közé tartozik, akik 1920 és 1940 között semmiféle megalkuvást nem viseltek el, sem művészi stílusban, sem világszemléletben. Hamvas szerint Derkovits az „igazságkeresők” sorába tartozik; kétségbeesett naturalizmusa a világot már a legnagyobb erőfeszítéssel sem tudja a tárgyi hűség vonalán tartani: „a két kezében, csaknem szemében robban fel és olvad és gyullad meg és válik dinamikus erővonalak és különböző hőfokon égő színfoltok elementáris kitörésévé.”[58]
- 1994-ben, a Derkovits-centenárium esztendejében a Szombathelyi Képtárban emlékülést tartottak a Derkovits Gyula művészete körül felmerült viták tisztázására. Az emlékülésen a művészettörténész-szakma színe-java tartott előadásokat. (Gálig Zoltán, Körner Éva, Passuth Krisztina, P. Szűcs Julianna, Salamon Nándor,  Szabó Júlia, Tímár Árpád)

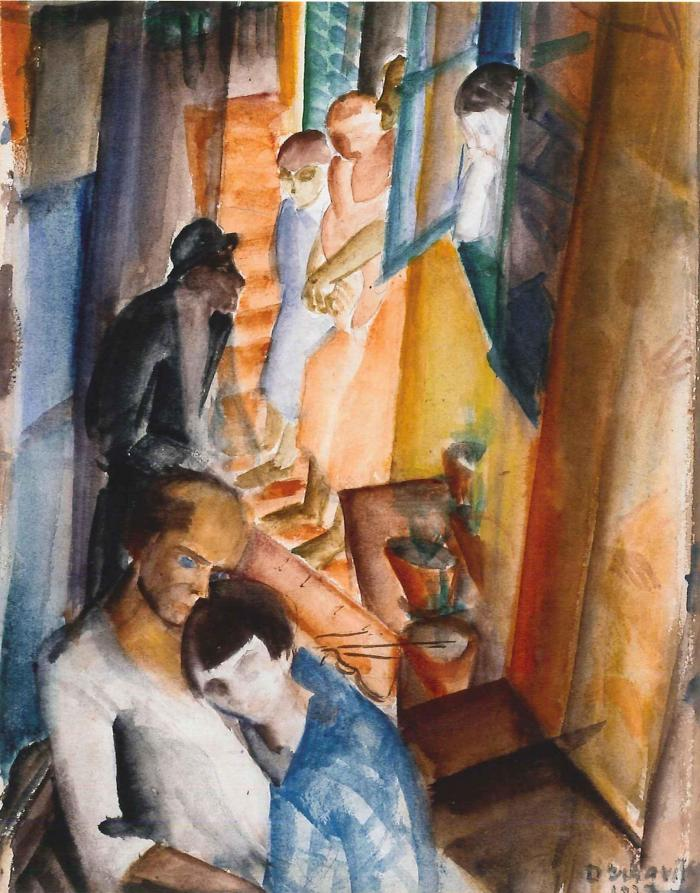
Mi ketten-1927 (Antal-Lusztig)

- Említést érdemel, hogy amikor az egyik legjelentősebb magyar művészeti gyűjteménynek, az Antal-Lusztig-gyűjteménynek a tulajdonosát, dr. Antal Pétert arról faggatták egy művészeti szaklapban, hogy a többezer műtárgyból álló kollekciónak vajon melyek a súlypontjai, kiemelt darabjai, így felelt: „kis mérete és vegyes technikája ellenére Derkovits Mi ketten (1927) című képe számomra a gyűjtemény egyik legfontosabb és talán a legkedvesebb darabja”.[60]

A gyűjtő rámutatott milyen komplex, sokrétű ez a műalkotás.
- Ugyancsak a szakma megbecsülését tükrözi, hogy A magyar festészet mesterei című, a Kossuth Könyvkiadó és a Magyar Nemzeti Galéria közös gondozásában megjelent 26 részes sorozatba a Derkovits Gyula művészetét ismertető kötet is bekerült, melyet – akárcsak egy korábbi, a Népszabadság-könyvek egyik nyitódarabjaként Derkovits – Szemben a világgal címen publikált monográfiát – Molnos Péter művészettörténész jegyzett.[61]

Molnos friss szemmel, a szocializmus évtizedeiben rárakódott előítéletektől mentesen tárgyalja Derkovits sorsát és életművét. Ennek a szép kiállítású, gazdagon illusztrált albumnak a fő célja, hogy bemutassa, Derkovits Gyula miben hozott újat a magyar képzőművészetben.

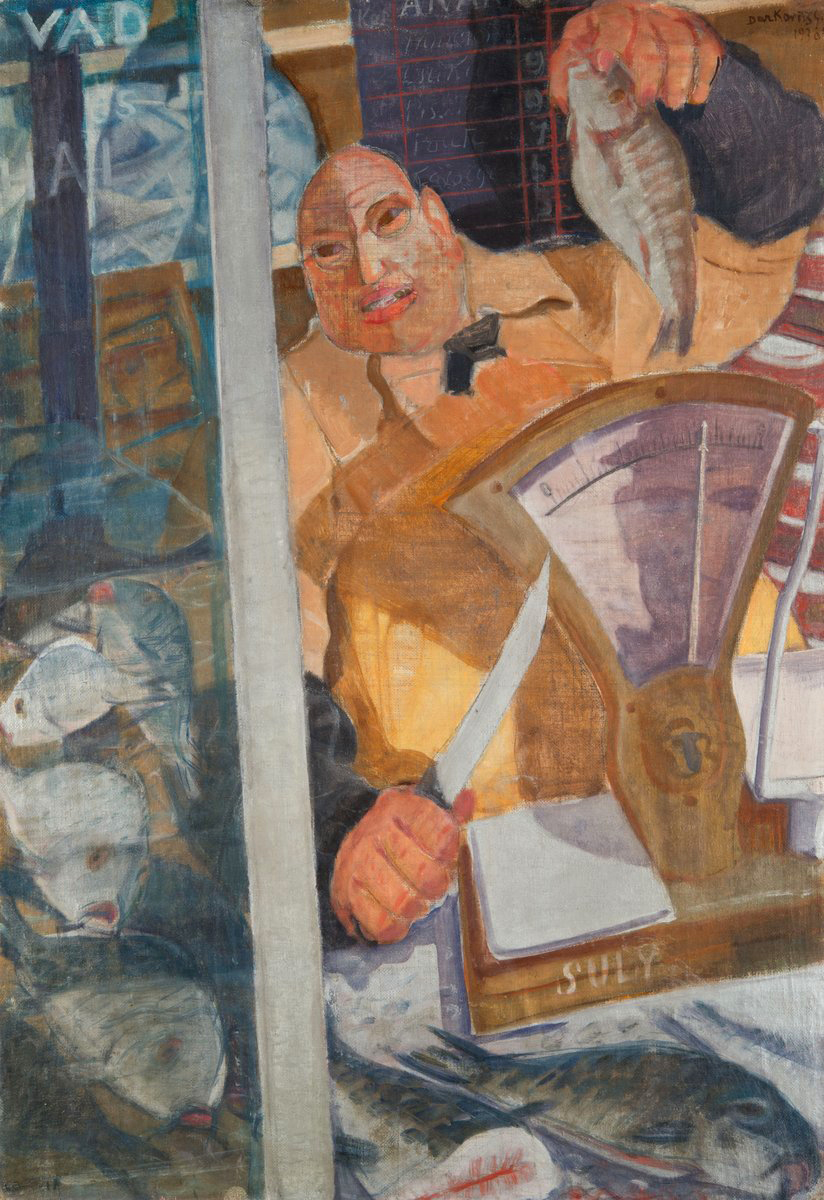
Halárus (1930)

- Kieselbach Tamás műkereskedő, művészettörténész, műgyűjtő, a magyar festészet világméretű elismertetéséért küzdő Kieselbach Galéria alapítója – amiképpen azt Molnos Tamás az imént említett, Derkovits – Szemben a világgal című munkájában leidézi – Derkovits Halárusát döbbenetes műnek, „az egyik legjobb magyar festménynek" nevezi.

„Olyan ez a festmény, mint az egész életmű, mint maga Derkovits. Nem dallamos, nem letisztult, nem könnyed. Kellemetlen, görcsös, riasztó – végtelenül izgalmas.”  – fogalmazza meg a kép láttán támadt érzéseit Kieselbach, majd így folytatja: „Térszerkezete, valós és szimbolikus tagoltsága olyan gazdag, mint egyetlen más magyar festménynek sem. Árnyék, tükörkép, egymásra vetülő síkok, összeütköző, metsző formák, asszociációra serkentő feliratok. Hihetetlen, hogy ez a három elemit végzett, autodidakta festő milyen rafináltan szerkesztette képeit. És ez a virtuóz, komplex komponálás egy pillanatra sem válik öncélú játékká, mert tartalom, hit, kőkemény világnézet áll mögötte.”

### Szakadár vélemények Derkovitsról
- Nádas Péter író azt a véleményt fogalmazta meg Derkovitsról, hogy azért kivételes jelenség a magyar vizuális kultúra történetében, mert szinte egyedüliként „szabadságolta individualitását”, a szociális érzékenységet avatva kizárólagos témájává.[62]
- Az egyre erősebb Derkovits-kultusz ellenhatásaként Szíj Rezső művelődés- és irodalomtörténész, művészeti író is kiadott 2001-ben egy kötetet Az „éhenhalt” Derkovits és a valóság – Egy legenda vége címmel. E könyvben Szíj Rezső amellett tör lándzsát, hogy Derkovits Gyula siralmas anyagi helyzete rossz gazdálkodásának következménye volt; tehát nem a Derkovitsot körülvevő társadalom közönye, ellenségessége a felelős korai haláláért, hanem ő maga.[63][64]

- Meg kell jegyezni, hogy nem egyedül Szíj Rezső volt ezen az állásponton. Pátzay Pál, aki jól ismerte Derkovitsot és utóbb mellszobrot is készített róla, egy művészkörökben zajlott beszélgetés során „Derkovits Gyula és felesége nyomorgását álnyomornak, majdhogynem reklámnyomornak minősítette...”[65]

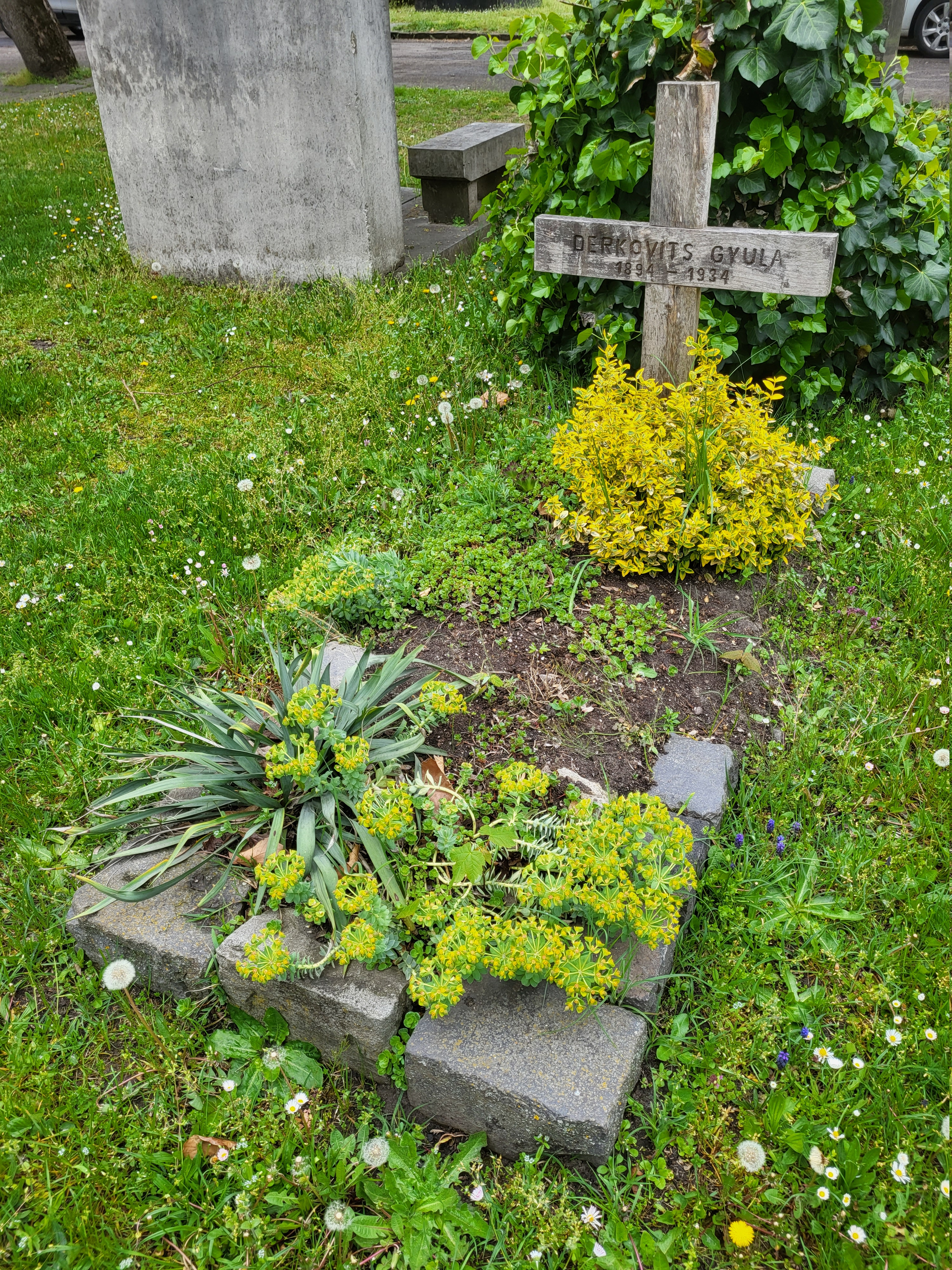
Derkovits Gyula sírja (2023. április 24-én készült fotó) (34/2-2-1/a)

### Sírja
Derkovits eredeti sírhelye az Új köztemetőben volt, ezen Medgyessy Ferenc szobrászművész 1937-ben készített műve állt. (Derkovits hamvainak áthelyezése óta e sírkő a Magyar Nemzeti Galériában található.)
Hamvait a szocializmus idején – a rendszer megbecsülése jeleként – előbb a Kerepesi temető művészparcellájába, majd az ugyanitt kialakított Munkásmozgalmi Pantheonba vitték át. 2016 óta ismét a művészparcellában van újratemetve, nyughelyét szerény fakereszt jelöli. Derkovitsot, József Attilához hasonlóan négyszer temették el.
Méltatlanul elhanyagolt sírja ügyében az Ecsetem a fegyverem című dráma szerzője, Lajta Erika egy cikket publikált az Eszmélet című folyóiratban. A cikkíró fölvetette, hogy a hajdan Derkovits özvegye által megrendelt, Medgyessy Ferenc által készített síremlék a Nemzeti Galériából visszakerülhetne a sírra, ill. a Nemzeti Örökség Intézete nagyobb figyelmet fordíthatna a sír állapotára.

## Mai értékelése, a kánonban elfoglalt helye
Az 1989-es rendszerváltás után a Derkovits iránti érdeklődés egy időre kissé megkopott. Sokak szemében az, hogy a szocialista időkben kisajátította őt a rendszer, beárnyékolta az egyébként nemcsak társadalomkritikus alkotói attitűdre szorítkozó, hanem rendkívül komplex, sokszólamú művészetét. Még maga az 1994-es Derkovits-centenárium is inkább csak a hallgatás jegyében zajlott. Születésének 100. évfordulóján a hivatalosság részéről Derkovits nem kapta meg a művészi rangjának kijáró megbecsülést.
Időbe tellett hát, hogy a megértést mélyen befolyásoló osztály-pátosz szertefoszolhasson, a mártírmítosz ködbe vesszen. A "Lobogónk: Derkovits" mint jól bejáratott, ámde kiüresedett frázis ne akadályozza meg, hogy az előző rendszerben a magyar művészet egyik vezéralakjává magasodott festő megőrizhesse kiemelt státuszát. 
A későbbiekben viszont megváltozott a közhangulat, no meg a műkincspiac preferenciái is. (Derkovits egyik korai festménye 2007-ben rekord-áron: 11 millió forintért talált gazdára! Az aukciókon rendkívül ritkán felbukkanó Derkovits-művek azóta is magas leütési áron kelnek el.)
A Nemzeti Galéria 2014-es nagy Derkovits-kiállítása bizonyította, hogy a művész életműve a politikától és ideológiáktól független nemzeti érték. A kiállítás kurátorai, Bakos Katalin és Zwickl András művészettörténészek Derkovitsot „József Attila-i horderejű figurának” jellemezték."
Zwickl András szerint külföldi művészettörténészek a Nemzeti Galériában kiállított magyar műkincsekhez gyakran nyugati mestereket társítanak „ősforrásként”, de Derkovits eredeti tehetségéhez nem igazán tudnak külföldi analógiákat fölhozni.
Bellák Gábor művészettörténész, a Nemzeti Galéria főmuzeológusa Derkovitsot „minden szempontból és értelemben korának legjelentősebb művészének” minősítette. Bellák szerint Derkovits „kerüli az úgynevezett nagy témákat; a lehető legegyszerűbb, leghétköznapibb dolgokat jelenítette meg: Számára az igazi problémát, a legfontosabb megfestendő témát az egyszerű embernek a sorsa jelenti. Arra keresi a válaszokat, hogy mit képviselhet, mit tehet akár egyetlen ember? Mi múlhat rajta?”, továbbá: „képes volt szimbólumokat teremteni: a képein, így a csendéletein is, minden jelent valamit. A való élet jelensége, lüktetése érdekli – ezt képviseli hitelesen és kritikusan. Nem direkt politikai üzeneteket fogalmaz meg, nem agitál nyilvánvaló módon – ezeknél sokkal árnyaltabb eszközökkel él, ám a valóságos életet, a szegénységet, a társadalmi feszültségeket és ellentéteket bemutató képeinek az üzenete így is egyértelműen dekódolható.”

## Kapcsolódó szócikk
- Derkovits Gyula műveinek listája (képek, adatok)